# Historia de la Argentina entre 1963 y 1983
La historia de la Argentina entre 1963 y 1983 estuvo marcada por una inestabilidad política acentuada, la imposición de dictaduras de larga duración y una violencia creciente en el marco de la Guerra Fría (1947-1991), el surgimiento de la juventud como sector social y cultural diferenciado, y el crecimiento exponencial de la deuda externa. 
En los veinte años del período se sucedieron 12 presidentes (Guido, Illia, Onganía, Levingston, Lanusse, Cámpora, Lastiri, Perón, Martínez de Perón, Videla, Viola, Galtieri y Bignone), de los cuales siete fueron dictadores. La continuidad de la violencia política y la ilegitimidad de los gobiernos había comenzado con el Bombardeo de Plaza de Mayo y el golpe de Estado de 1955.
Hacia el final del período, tras el régimen de terrorismo de Estado impuesto por la última dictadura (1976-1983) y la guerra de las Malvinas (1982), las Fuerzas Armadas entregaron el gobierno a los civiles sin condicionamientos, estableciéndose un «pacto democrático» de carácter «refundacional» basado en un amplio consenso multipartidario y multisectorial para respetar la democracia y la legitimidad de los diversos sectores, como único camino aceptable para resolver los conflictos y acabar con la serie de golpes de Estado iniciada en 1930.

## Antecedentes
La Argentina, que había empezado a organizarse independientemente en 1810, atravesó sus primeros 70 años de vida sumida en continuas guerras civiles; el período conservador que duró hasta 1916 presenció un acelerado crecimiento económico, apoyado en un modelo agroexportador. La reforma electoral que estableció el sufragio secreto y obligatorio para varones, llevó al gobierno en 1916 a Hipólito Yrigoyen de la Unión Cívica Radical que tomó importantes medidas de democratización económica, educativa, social y de género. Los sindicatos y el Partido Socialista por su parte denunciaron las masacres obreras y la acción de grupos parapoliciales, en tanto que conservadores y radicales antipersonalistas denunciaban sus prácticas autoritarias, calificando al gobierno de dictadura, mientras que los trust petroleros anglo-holandeses y estadounidenses operaban contra la política petrolera yrigoyenista a partir de la creación de la empresa estatal YPF. En 1930 Yrigoyen fue derrocado en el primero de los golpes de estado cívico-militar que afectarían al país durante más de medio siglo. El gobierno de constitucional de Yrigoyen fue sucedido por un período conocido como la "Década Infame", que luego de una breve dictadura estableció un régimen fraudulento conducido por una alianza de radicales antiyrigoyenistas, conservadores y socialistas, impuso una restauración conservadora basada en la proscripción del radicalismo, la dependencia del capital británico y la corrupción generalizada.
En 1943, sectores heterogéneos de las Fuerzas Armadas derrocaron al régimen conservador y establecieron una dictadura militar dentro de la cual que pugnaron diversas corrientes con sucesivos cambios de poder y golpes internos. Entre esos sectores un pequeño grupo conducido por el coronel Juan Domingo Perón, estableció una alianza con los principales sindicatos socialistas y sindicalistas revolucionarios, logrando importantes conquistas laborales. En 1945 se formó alrededor de la embajada de Estados Unidos liderada por Spruille Braden, una amplia oposición que se definió como "antiperonista", que a comienzos de octubre impulsó un nuevo golpe interno que dispuso el desplazamiento y detención de Perón, pero preservando a Edelmiro Farrell al frente de la dictadura. Pero una gran manifestación obrera realizada el 17 de octubre de 1945, logró liberar a Perón y el gobierno militar se vio obligado a llamar a elecciones. La mayoría de los sindicatos socialistas y sindicalistas revolucionarios formaron el Partido Laborista para impulsar la candidatura presidencial del coronel Juan Domingo Perón, contra una alianza de todos los partidos políticos existentes hasta entonces denominada la Unión Democrática, dando origen a un nuevo movimiento político, el peronismo, que ganó las elecciones y asumió el gobierno en junio de 1946; tras una reforma constitucional, Perón fue reelegido y asumió su segunda presidencia en 1952.
Durante los nueve años de la presidencia de Perón, el país se transformó rápidamente, incorporando a una amplia mayoría de la población a los beneficios de un estado de bienestar, se generalizaron los derechos sociales, se reconoció el derecho al voto y la igualdad jurídica de las mujeres, se establecieron los derechos políticos de la población de los territorios nacionales mediante su provincialización, se potenció el papel del Estado en la economía y se inició un acelerado proceso de sustitución de importaciones, que aspiraba a dejar atrás definitivamente el modelo agroexportador.

El componente salarial del ingreso nacional superó, por primera vez en la historia, a la retribución obtenida en concepto de ganancias, intereses y renta de la tierra. En 1948 aquel ascendía a 53% contra 47% de este, lo que se comparaba favorablemente con la situación imperante sólo un lustro atrás, cuando los trabajadores percibían 44,4% y los empresarios, capitalistas y rentistas recibían 55,6%".

En el ámbito internacional e ideológico, el gobierno peronista impulsó una doctrina de defensa de la democracia basada en la armonía y la justicia, crítica tanto del "individualismo egoísta", como de la "anulación del individuo por el Estado" que se denominó "tercera posición", adoptando una postura de no alineamiento en la recién iniciada Guerra Fría y de promoción de un proceso de "unión continental a base de Argentina, Brasil y Chile" (Pacto ABC).
La lucha entre peronistas y antiperonistas escaló en violencia. Sectores importantes de los partidos opositores conspiraron con grupos militares para derrocar al gobierno constitucional recurriendo al terrorismo o a la preparación de golpes de estado. Los diarios de mayor tiraje (La Prensa, La Nación, La Razón, Clarín, El Mundo, La Vanguardia, Crítica y Noticias Gráficas, así como todas las radios, se negaron a difundir noticias sobre la campaña electoral peronista y ni siquiera mencionaban el nombre de Perón en sus ediciones. En 1951 fue desarticulado un golpe de Estado durante el cual fue asesinado el sargento Miguel Farina por no rendirse ante los golpistas Cientos de opositores sospechados de haber tenido complicidad con el golpe fueron detenidos, de los cuales 111 fueron condenados por la justicia. En 1953 grupos opositores al peronismo realizaron un atentado terrorista en la Plaza de Mayo durante una manifestación peronista en la que fueron asesinados Santa Festigiata D’ Amico, Mario Pérez, León David Roumeaux, Osvaldo Mouché, Salvador Manes y José Ignacio Couta. En junio de 1955 grupos opositores al peronismo organizaron un nuevo golpe de Estado, en cuyo transcurso bombardearon con aviones de guerra la Plaza de Mayo asesinando a 308 personas, entre ellas 23 mujeres, 6 niños y niñas y 111 militantes sindicales peronistas, además de decenas de personas que no pudieron ser identificadas debido a las severas mutilaciones y quemaduras sufridas. Al día siguiente del Bombardeo a Plaza de Mayo el médico Juan Ingalinella y otros militantes comunistas realizan una manifestación en defensa del gobierno constitucional de Perón, razón por la cual varios policías de Santa Fe lo detuvieron y luego de torturarlo y asesinarlo, hicieron desaparecer su cuerpo; el gobierno exoneró y detuvo a los policías sospechosos que fueron juzgados y finalmente condenados por homicidio simple en 1963. Cientos de golpistas y terroristas huyeron del país para evitar ser detenidos y enjuiciados por sus delitos, exiliándose la mayoría de ellos en Uruguay, para volver luego del derrocamiento de Perón, sin que ninguno de ellos haya sido sometido a proceso. El gobierno por su parte ejerció presión económica sobre los diarios opositores, y creó una red de medios de prensa que, al igual que la totalidad de las radios, controlaba en forma directa o a través de allegados. Se realizó una política propagandística para afianzar el gobierno que alcanzaba incluso a los libros escolares de los niños. Cientos de opositores fueron detenidos y hubo comprobados casos de torturas policiales como el del estudiante Mario Ernesto Bravo (la policía argentina recurría sistemáticamente a la tortura desde fines de la década de 1910, durante el gobierno de Yrigoyen).
El peronismo logró mantener el control de la política nacional hasta fines de 1954, cuando se inició un inesperado y –para muchos– incomprensible enfrentamiento entre la Iglesia Católica y el gobierno. En junio de 1955 la oposición antiperonista realizó un intento de golpe de Estado que incluyó un sangriento bombardeo de la Plaza de Mayo en el que fueron asesinadas más de 308 personas. Tres meses después, Perón y todos los poderes constitucionales fueron derrocados por medio de un golpe de Estado militar con apoyo civil. Ciento cincuenta y seis personas fueron asesinadas y miles fueron detenidas. Una dictadura tomó el poder con el nombre de "Revolución Libertadora". Perón marchó al exilio, en el que permanecería los siguientes dieciocho años.
Tras un efímero intento de dictadura que preservara los avances sociales del peronismo, dirigido por el general Eduardo Lonardi, la Revolución Libertadora encumbró como dictador a Pedro Eugenio Aramburu que inició una política de persecuciones y detenciones masivas con el fin "desperonizar" al país y establecer una economía más ligada al orden mundial de posguerra, bajo el liderazgo de Estados Unidos. La mayoría de los partidos que fueron opositores al peronismo (UCR, PS, PDN, PDP, PDC) integraron la dictadura formando la Junta Consultiva Nacional. Se consideró delito incluso el canto de la marcha peronista. Un intento de contragolpe de estado fue aplastado y sus líderes –además de decenas de civiles– fueron fusilados o asesinados clandestinamente. La reforma constitucional de 1949 fue dejada sin efecto y la dictadura patrocinó una nueva reforma constitucional impugnada por gran parte del arco político. La dictadura prohibió los diarios opositores y controló los medios de comunicación. Miles de opositores fueron detenidos y la policía recurrió sistemáticamente a la tortura. 
No obstante, el peronismo no desapareció: una inorgánica "resistencia peronista" alarmaba continuamente al país por medio de atentados incruentos, mientras varios grupos intentaban evadir la proscripción por medio de varios partidos "neoperonistas". En las elecciones sindicales de 1957 el peronismo volvió a ganar la mayoría de los sindicatos.
La UCR se dividió en dos partidos, y un acuerdo entre el exiliado Perón y el líder del radicalismo intransigente Arturo Frondizi llevó a este a ganar las elecciones de 1958, a cambio del respeto a la libertad sindical y el levantamiento de la proscripción del peronismo. Su gobierno, inspirado en las ideas desarrollistas, pretendió modernizar e industrializar la sociedad, basando su modelo económico en un masivo llamado a las inversiones extranjeras. Interpretando que Frondizi no había cumplido el pacto con Perón, los sindicalistas peronistas –que habían recuperado el control del movimiento obrero– se opusieron enérgicamente a la política impuesta por Frondizi, que respondió instalando un régimen represivo conocido como Plan CONINTES que le permitía militarizar los conflictos laborales, deteniendo a miles de opositores. En este período la tortura policial y carcelaria se generalizó visiblemente, al punto que el jefe de la principal bancada opositora de diputados y futuro vicepresidente de la Nación, Carlos Perette, denunciaba públicamente en la Cámara que
“las denuncias de torturas han asumido proyecciones inigualadas”.
Constreñido por sectores enfrentados, Frondizi buscó solucionar las sucesivas crisis apelando a una política de hechos consumados y a la persecución de los peronistas, a los que finalmente optó por intentar derrotar en las urnas. Pero en las elecciones de 1962 el peronismo ganó la gobernación de diez de las catorce provincias, incluida la poderosa provincia de Buenos Aires, donde triunfó el combativo dirigente sindical textil Andrés Framini.
Los militares querían que el presidente anulara las elecciones para que el peronismo no tuviera así ningún diputado ni senador en el Congreso; para evitar esto, Frondizi intentó realizar una maniobra e intervino ocho provincias, con la idea de quitar los gobernadores peronistas electos, pero no anular las elecciones, como le exigían los militares. De este modo, no pudo evitar el golpe militar que lo derrocó pocos días después. El 29 de marzo fue detenido por miembros de las Fuerzas Armadas. Sería trasladado primero al sur para luego quedar recluido en la Isla Martín García.
Antes de ser detenido, Frondizi ejecutó una nueva maniobra para demorar a los militares y lograr que en ese tiempo la Corte Suprema tomara juramento como presidente de la Nación al presidente del Senado, José María Guido, hombre de máxima confianza de Frondizi. De todos modos Guido asumió la Presidencia bajo control militar y se vio obligado a establecer un régimen no constitucional, sin Congreso ni autonomías provinciales. Durante su gobierno las Fuerzas Armadas se enfrentaron en una virtual guerra civil entre "Azules" y "Colorados", con decenas de muertos, que terminó con la derrota del sector colorado, más intransigentemente antiperonista.
En 1963 se celebraron elecciones presidencales, esta vez con la proscripción del peronismo y el frondizismo, las dos fuerzas políticas que habían gobernado el país mediante elecciones, desde 1936.

### Azules y Colorados
Los años de inicio de este período histórico estuvieron fuertemente influenciados por una especie de guerra civil interna de las Fuerzas Armadas, posterior al derrocamiento del gobierno peronista en 1955, para definir la postura a adoptar frente al peronismo. El bando «colorado», predominante en la Marina, sostenía que las Fuerzas Armadas debían adoptar una postura política abiertamente antiperonista, reprimiendo sus actividades y actuando desde el Estado para «desperonizar» a sus simpatizantes; el bando «azul», sin renegar del antiperonismo, sostenía que las Fuerzas Armadas debían adoptar una postura «profesional», dando prioridad a la lucha contra el comunismo, bajo el marco de la Doctrina de la Seguridad Nacional de los Estados Unidos.
El conflicto tuvo dos momentos de máximo enfrentamiento armado en septiembre de 1962 y abril de 1963. Militarmente resultó victorioso el bando «azul», liderado por los generales Juan Carlos Onganía y Alejandro Agustín Lanusse, pero ideológicamente las Fuerzas Armadas reconstruyeron su unidad adoptando una postura que fusionaba ambas visiones y que fue conocida como «los violetas».

## Época y contexto internacional
El "primer mundo" occidental vivía la llamada "edad de oro del capitalismo", caracterizada por una gran ampliación de la clase media con el ingreso masivo de sectores trabajadores organizados sindicalmente y el predominio de la economía keynesiana, que entraría en crisis a comienzos de los años '70 para ser reemplazada por la Escuela de Chicago y las teorías neoliberales.
Hasta mediados de la década del 60, la juventud era considerada apenas una etapa biológica, que constituía más un escollo –equivalía a inexperiencia– que una característica positiva. La aceleración de los cambios tecnológicos y sociales, la generalización de las comunicaciones internacionales en tiempo real –a través de la televisión– o en forma inmediata –a través de los diarios y revistas– dieron un nuevo valor a la juventud, identificada ahora con la innovación y la energía. Por primera vez, los jóvenes tuvieron la posibilidad de cuestionar exitosamente la experiencia de los mayores; la juventud hacía así su aparición como sector social con sus propios intereses y puntos de vista. Esa postura se reforzó con la elección de los jóvenes de sus propias vestimentas, gustos musicales y libertades sexuales completamente distintos de los de sus mayores.
Otro factor de renovación cultural fue la influencia del Concilio Vaticano II; cuando la propia Iglesia Católica –considerada una institución inmutable por su propia naturaleza– había hecho una reforma tan profunda, la sociedad quedó definitivamente abierta a casi cualquier cambio. En América Latina las reformas religiosas se vieron consolidadas por el surgimiento de prácticas pastorales renovadoras como la Teología de la liberación -que en Argentina tomó la forma de Teología del pueblo- y los curas obreros y villeros. La respuesta de los grupos conservadores y las clases propietarias al impulso generalizado hacia las novedades fue de abierta oposición; a lo largo de este período se verían numerosos casos de iniciativas reaccionarias, que se opusieron activa y violentamente a todo cambio.
La serie de golpes de Estado iniciada en 1930 y las proscripciones políticas, convencieron a muchas personas de la necesidad de adoptar tácticas insurreccionales, desde sabotajes y manifestaciones de desobediencia civil, hasta puebladas y acciones guerrilleras. Los jóvenes que habían llegado a la edad adulta después del derrocamiento de Perón en 1955, en particular, no habían conocido ningún gobierno enteramente legítimo, surgido de elecciones libres, ni tampoco habían visto a un presidente terminar su mandato. Las Fuerzas Armadas ejercían una tutela agobiante sobre la sociedad y la política. Desde la caída de Perón, los trabajadores habían visto limitadas sus posibilidades de expresar su voz de modo que incidiera en el gobierno de la sociedad, a lo que se agregó el cierre de esa posibilidad también para la juventud universitaria de clase media a partir de la Noche de los bastones largos de 1968 -que puso fin al gobierno autónomo tripartito de las universidades estatales-, y por la campaña moralizante y la censura ejercida por la dictadura de Onganía.
Simultáneamente la Guerra Fría escaló con la Crisis de los misiles de Cuba de 1962 y el ingreso de Estados Unidos a la guerra de Vietnam en 1964. Estados Unidos adoptó entonces la llamada Doctrina de la Seguridad Nacional para militarizar los países de América Latina, promoviendo los golpes de Estado militares y el uso del terrorismo de Estado. En esas circunstancias amplios sectores, particularmente juveniles, adhirieron a posturas revolucionarias y antiimperialistas, y a la idea de «liberación nacional», e identificaron la lucha abierta –incluso armada– contra las dictaduras, como el camino más adecuado para cambiar la sociedad, tomando como modelos a seguir experiencias como la revolución cubana y el ejemplo del Che Guevara, pero también «vías democráticas» como el triunfo electoral de 1970 de Salvador Allende en Chile, o las de Cámpora y Perón, en Argentina en 1973.
La Argentina había entrado en una acelerada industrialización, y casi nadie discutía la atribución de regular en alguna medida la economía nacional que debía tener el Estado, mientras se abrían rápidamente paso ideas de izquierda.

## Presidencia de Illia

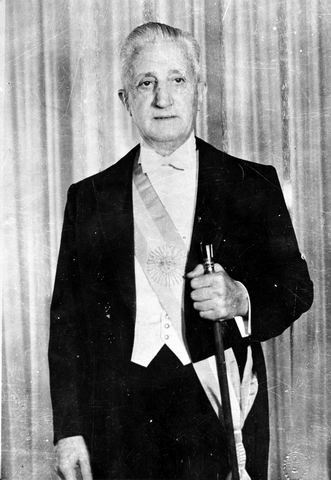
El entonces presidente Arturo Illia.

El 12 de octubre de 1963 Arturo Illia, de la Unión Cívica Radical del Pueblo, asumió el gobierno con su legitimidad muy cuestionada. Había sido elegido en elecciones en las que se había prohibido participar al peronismo y con los dos principales líderes opositores proscriptos: Perón obligado al exilio y Frondizi encarcelado. Del total de votos obtuvo un escaso 25 %, apenas cuatro puntos por encima de los votos en blanco con los que se expresaban muchos peronistas. La UCRI a pesar de tener detenido a su líder, obtuvo un 16 %. Nunca un presidente había sido elegido con un porcentaje tan bajo de votos. El oficialismo apenas tenía el 38 % de los diputados, aunque tenía un 54% de senadores. Su gestión de gobierno y sus opciones políticas estuvieron estrechamente ligadas al escaso margen de maniobra que estas circunstancias le otorgaban.

### Gestión de gobierno
Frondizi había iniciado en su gobierno una política de explotación petrolera basada en las locaciones de obra de los yacimientos a empresas privadas, reservando a la empresa estatal Yacimientos Petrolíferos Fiscales (YPF) la actividad de exploración y la compra de la producción a las empresas concesionarias. La UCRP había denunciado que, pese a su nombre, se trataba de concesiones, y no de locaciones; que YPF asumía todo el riesgo empresario y que los combustibles eran más caros que si los hubiera extraídos la petrolera estatal. Por ello, en su campaña electoral Illia se comprometió a anular los contratos, cosa que hizo –por decreto– apenas un mes después de asumir la presidencia. Esta medida perjudicó la imagen del gobierno en el exterior y lo alejó de todo posible acuerdo con los sectores liberales.
En junio de 1964 sancionó la Ley de Salario Mínimo, Vital y Móvil. Poco después constituyó el Consejo del Salario, un ámbito de negociación entre representantes del gobierno, los empresarios y los sindicatos. Durante el primer año de su mandato, el salario real aumentó un 9,6%, mientras la desocupación bajaba del 8,8% en 1963 a 5,2% en 1966. Se promovió una Ley de Abastecimiento, destinada a controlar los precios de la canasta familiar y la fijación de montos mínimos de jubilaciones y pensiones.
No obstante, los conflictos políticos llevaron a un aumento de la conflictividad sindical, con miles de huelgas y ocupaciones de fábricas. La CGT, que había sido normalizada el año anterior y vuelto a ser conducida por el peronismo, había aprobado un plan de lucha que tenía como objetivo la realización de elecciones libres y sin proscripciones -Illia en complicidad con la dictadura brasileña impidió que Perón volviera al país-, un cambio de fondo de las reglas políticas y económicas detallado en el Programa de Huerta Grande y el documento El cambio total de las estructuras económicas, así como el esclarecimiento de la desaparición del militante sindical Felipe Vallese -secuestrado por la policía- que Illia había rechazado.
Por iniciativa del ministro de Salud, Arturo Oñativia, en julio de 1964 fue sancionada una ley que establecía una política de precios y de control de los medicamentos, congelando los precios, fijando límites para los gastos en publicidad e imponiendo límites a los pagos de regalías al exterior. Esta ley sería la causa principal de las objeciones que puso Suiza durante las negociaciones de la deuda externa ante el Club de París al año siguiente.
Aumentó significativamente la participación de la educación en el Presupuesto Nacional, duplicándola entre el primer y último año de su gobierno. Puso en marcha un Plan Nacional de Alfabetización, que alcanzó a 350 000 adultos. Entre 1963 y 1966 se graduaron de la Universidad de Buenos Aires 40 000 alumnos, la cifra más alta en toda la historia de la casa de estudios.
Sostuvo una política de ordenamiento del gasto público, disminuyó el endeudamiento y creó la Sindicatura de Empresas del Estado, para un control más eficaz de las empresas públicas. La deuda externa disminuyó de 3400 millones a 2600 millones de dólares.
Tras el estancamiento de los años 1962 y 1963, el trienio de Illia presenció un fuerte crecimiento del PBI: aumentó un 10,3% en el año 1964 y un 9,1% en 1965. El motor de ese crecimiento fue la industria manufacturera: el Producto Bruto Industrial aumentó un 18,9% en el año 1964 y un 13,8% en 1965.

### Relaciones exteriores
Al frente del ministerio de Relaciones Exteriores Illia designó a Miguel Ángel Zavala Ortiz, uno de los líderes del grupo cívico-militar que bombardeó la Plaza de Mayo en 1955 asesinando a cientos de civiles, huyendo luego en uno de los aviones hacia Uruguay, y uno de los miembros de la Junta Consultiva Nacional de la dictadura de Aramburu.
Su política exterior se guio por la intención de sostener relaciones pacíficas con todo el mundo, y participar en todos los procesos de paz en curso. Intentó mantener una posición independiente frente a las presiones de los Estados Unidos, que pretendían someter a todos los países latinoamericanos a una política exterior destinada principalmente a evitar la expansión del comunismo, pero en lugar de ello, las relaciones con ese país estuvieron centradas en el conflicto por la anulación de los contratos petroleros. La participación argentina en la ocupación estadounidense de la República Dominicana permitió que la situación no llegara a un conflicto abierto.
Sostuvo relaciones comerciales y diplomáticas con la Unión Soviética y con la República Popular China, que le valieron cuestionamientos por parte de los jefes militares. Su principal gestión en cuanto a su relación con organismos internacionales fue con el FMI, logrando mejoras y postergaciones en los pagos de la deuda externa tras laboriosas negociaciones; en algunos casos, fue necesario mostrar especial dureza frente a un organismo acostumbrado a imponerse a los gobiernos deudores.
Se iniciaron negociaciones para la futura construcción de centrales hidroeléctricas sobre los ríos compartidos con los países vecinos, en especial con el Uruguay (Salto Grande) y el Paraguay (Yacyretá-Apipé).
Por primera vez en muchos años, se reiniciaron conversaciones con Gran Bretaña respecto a la cuestión de las islas Malvinas; simultáneamente, se consiguió que la ONU incluyera ese territorio entre los territorios no autónomos sometidos a supervisión del Comité de Descolonización.

### Relación con el peronismo

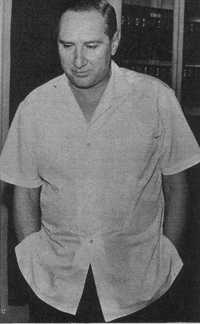
Augusto Vandor intentó hacer un «peronismo sin Perón».

Illia y su partido se identificaban plenamente con el antiperonismo, pero el presidente aspiraba a eliminar al peronismo sin prohibirlo. Entre sus primeros actos de gobierno, eliminó algunas de las restricciones que pesaban sobre el peronismo, manteniendo la proscripción y el exilio forzoso de Perón, así como la prohibición de los partidos que reconocieran su liderazgo. Como contrapartida fueron autorizadas las manifestaciones públicas y las actividades de los partidos neoperonistas (peronismo sin Perón). También se levantó la prohibición que pesaba sobre el Partido Comunista.
En las elecciones de 1963 habían sido elegidos gobiernos neoperonistas en tres de las veintidós provincias existentes en ese momento: Neuquén, Chaco y Salta; Illia no tuvo problemas para convivir con ellos. En cambio sí hubo conflictos internos en varias provincias gobernadas por radicales, y los gobernadores del Chubut y Santa Cruz fueron depuestos por sus propios partidarios.
Los peronistas –que cuestionaban activamente la legitimidad de un gobierno electo con los principales candidatos opositores proscriptos con el apoyo de solo un 24% del electorado– aspiraban a lograr elecciones democráticas, libres y sin proscripciones.
Otro importante campo de conflicto fue la relación con el movimiento sindical, en el que el peronismo había reconquistado una amplia mayoría pese a las persecuciones políticas. El radicalismo buscaba reducir la presencia peronista en el sindicalismo y la clase obrera, promoviendo un modelo sindical "pluralista" en el que hubiera múltiples sindicatos paralelos desconcentrados al nivel de empresa, que se oponía al modelo sindical "unitario" por rama de industria nacional, que había predominado en el movimiento obrero argentino desde la década de 1930.
Diez meses antes de que Illia asumiera la Presidencia, en enero de 1963, el gobierno había autorizado la normalización de la Confederación General del Trabajo (CGT), luego de siete años de intervención. En esa ocasión la CGT aprobó un programa general titulado "El cambio total de las estructuras económicas", que incluía un programa mínimo de once puntos y un "plan de lucha" en tres etapas.
Una semana después de la asunción de Illia la CGT fue recibida por el ministro de Trabajo, quien no aceptó ninguno de los reclamos del programa mínimo sindical ni propuso un acuerdo alternativo. El gobierno recomendó en cambio enviar las propuestas sindicales al Congreso Nacional, donde el peronismo carecía de representación, debido a las mismas leyes represivas que los sindicatos solicitaban derogar y que eran la razón por la cual la CGT cuestionaba la legitimidad del gobierno y del Congreso.
Ante la negativa del gobierno a llegar a un acuerdo con los sindicatos, la CGT dispuso continuar la primera etapa del plan de lucha, convocando a una movilización ante el Congreso Nacional el 6 de diciembre, apoyada por una huelga de seis horas.
La tensión continuó en 1964 y ante la falta de respuestas la CGT se reunió con varios partidos opositores y anuncia que pasaba a la segunda etapa del plan de lucha, que consistía en una serie progresiva de tomas de fábricas entre el 18 de mayo y el 18 de junio. A lo largo de ese mes fueron tomados 11.000 establecimientos, con 3,9 millones de trabajadores.
Illia respondió denunciando penalmente a sus organizadores, pero se negó a ordenar la recuperación de los establecimientos ocupados por la fuerza, La CGT continuó su plan de lucha pasando a una tercera etapa de "cabildos abiertos" en todo el país, incluyendo a partidos políticos opositores, organizaciones estudiantiles, cooperativas y barriales. En esta  etapa el gobierno ordenó reprimir a los sindicatos y las manifestaciones, con numerosos heridos y detenidos. Ese mismo año suspendió la personería gremial de los sindicatos del Calzado, la Construcción, Sanidad y del Caucho. En 1966, sin consulta previa con las organizaciones sindicales, como lo sugería la recomendación n.º 113 de 1960 de la Organización Internacional del Trabajo, Illia estableció mediante el Decreto 969/1963, una reglamentación sindical prohibiendo las actividades políticas de los sindicatos, la ley establecía además que los presupuestos de los sindicatos debían ser aprobados desde el Poder Ejecutivo, alterando la independencia sindical y visto como herramienta para dificultar el accionar de los sindicatos opositores.

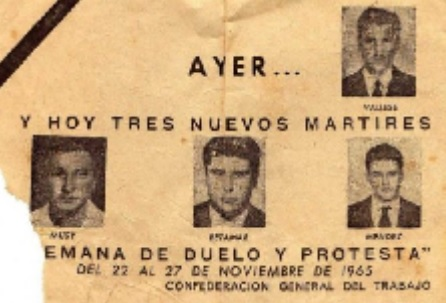
Cartel de la CGT en protesta por los asesinatos de José Gabriel Mussy, Néstor Méndez y Ángel Retamar por la policía de Illia.

El punto máximo de tensión se alcanzó cuando la policía asesinó a tres militantes sindicales, José Gabriel Mussy, Néstor Méndez y Ángel Retamar, durante un acto convocado por la CGT el 21 de octubre de 1965.
La CGT era controlada por el líder de las 62 Organizaciones, Augusto Timoteo Vandor, que aspiraba a lograr un "peronismo sin Perón"; Illia prefirió apoyar por un tiempo a este, a fin de mantener dividido al peronismo.
En diciembre de 1964, Perón dejó España para regresar a la Argentina y ponerse al frente de su movimiento. Pero el llamado Operativo retorno fue impedido por el gobierno de Illia, que pidió a la dictadura brasileña que obligara al avión en que viajaba Perón a regresar a Europa. Desde entonces, Vandor tomó mayor importancia entre los dirigentes peronistas, con lo cual se ganó dos enemigos clave: José Alonso, secretario general de la CGT, que creó sus propias "62 Organizaciones de Pie", y el presidente Illia, que ahora prefería debilitar a Vandor.
En las elecciones legislativas de 1965, los diversos partidos neoperonistas derrotaron al radicalismo, logrando 3 278 434 votos contra 2 734 970 de la UCRP. Temiendo el poder de Vandor, Illia autorizó al Partido Justicialista, plenamente identificado con Perón, a participar en las elecciones del año siguiente en la provincia de Mendoza, e incluso permitió a María Estela Martínez –esposa de Perón– trasladarse a la Argentina para apoyar al candidato del exiliado general, Ernesto Corvalán Nanclares; este derrotó con comodidad al candidato de Vandor. Illia parecía haber logrado su objetivo: el neoperonismo de Vandor seguía dividiendo al peronismo.
Pero esa victoria del peronismo terminó de desnudar la debilidad de Illia, incapaz de imponer sus condiciones e iniciativas políticas, y que solo aspiraba a que sus adversarios se anularan entre ellos. La idea de un golpe de Estado ya estaba madura.

### La caída

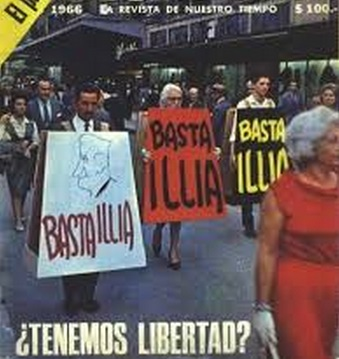
Tapa de la revista Panorama de 1966 mostrando una pequeña manifestación exigiendo la deposición del presidente Arturo Illia.

El gobierno de Illia se ufanaba de su moderación y de su honestidad personal, como médico de pueblo, que contrastaba con el estereotipo del político de primer nivel. La honestidad personal de Illia ha quedado como un caso ejemplar en la historia argentina, pero era insuficiente para resolver las tensiones y el problema institucional que habían causado la prohibición del peronismo y el exilio de Perón, en un momento en que la dinámica de la Guerra Fría y la doctrina de la seguridad nacional de Estados Unidos, escalaban el nivel de violencia, la lucha armada guerrillera y los golpes de Estado cívico-militares. Sometido a limitaciones de todo tipo y sin legitimidad de origen, el propio presidente fue repetidamente calificado por la prensa como ineficiente y lento, y caricaturizado como una tortuga.
Mientras los sindicatos, el movimiento estudiantil y sectores de izquierda –una parte del peronismo entre ellos– reclamaban medidas nacionalistas, de beneficio popular o directamente socialistas, enmarcadas en el objetivo de la "liberación nacional", los sectores de militares y de derecha exigían que pusiera coto a los sindicatos y al peronismo. Estos últimos además criticaban duramente algunas de las medidas políticas que Illia había logrado, como el salario mínimo, la Ley de Medicamentos, la anulación de los contratos petroleros o cierta independencia frente a la posición de los Estados Unidos en política internacional.
Las Fuerzas Armadas, alarmadas –y hasta obsesionadas– con el peligro comunista habían adoptado como propia a la doctrina de la seguridad nacional difundida por Estados Unidos a todo el hemisferio desde la Escuela de las Américas a partir de 1963, según la cual su misión consistía en garantizar el orden interno y defender la «civilización occidental y cristiana» de «ideologías foráneas»; esto es, el enemigo de la Nación no era externo, sino interno: los propios ciudadanos argentinos que cuestionaran los parámetros culturales y políticos establecidos. En el marco de la Guerra Fría, Estados Unidos comenzó a promover en América Latina la instalación de dictaduras militares permanentes –definidas por Guillermo O'Donnell como «estados burocráticos autoritarios»– como la dictadura militar en Brasil de 1964, de modo de garantizar su alineamiento automático y evitar cualquier postura independiente o nacionalista.
El desarrollismo controlaba el diario Clarín, principal periódico de Argentina, y los peronistas e izquierdistas tenían en sus manos algunos pequeños pero influyentes medios de prensa; Illia no tenía nada parecido: si bien era apoyado por el Canal 7 (estatal) y el Canal 9 (privado), la prensa escrita estaba enteramente en su contra: los diarios y revistas le criticaban su pretendida inacción y su debilidad, al mismo tiempo que anunciaban abiertamente el golpe de Estado que se estaba preparando. Illia se apoyó en los generales «colorados» (acérrimamente antiperonistas) para limitar el poder del comandante en jefe del Ejército, Juan Carlos Onganía, un cursillista del bando «azul» formado en la Escuela de las Américas, pero los cuadros inferiores fueron ocupados por jefes "azules". Cuando, en 1965, Onganía pasó a retiro por su propia decisión, todos los jefes militares le respondían personalmente, mientras la prensa lo mostraba como jefe del inminente golpe de Estado.
El 28 de junio de 1966 varios jefes militares ocuparon la Casa Rosada y le comunicaron a Illia que había sido depuesto, quien luego de manifestar su repudio al acto sedicioso, fue sacado por la fuerza.
Con excepción de un pequeño grupo que se reunió para acompañarlo en su salida del gobierno, Illia no encontró apoyo para impedir su derrocamiento ni en el peronismo, ni en el frondizismo, que afectados por las proscripciones veían en el golpe la posibilidad de que se llamara a elecciones libres. En el sindicalismo no hubo ningún sector dispuesto a defender a un gobierno que pretendía fragmentar a los sindicatos; solo la corriente sindical comunista (MUCS) condenó la asonada militar. El movimiento estudiantil tampoco defendió a Illia, luego de haber llevado adelante ese mismo años una de las huelgas estudiantiles más extensas de la historia argentina en demanda de mayor presupuesto.
Todos estos sectores y varios grupos internos de las fuerzas armadas, se arrepentirían de no haber rechazado el golpe, cuando se hizo evidente que pretendía instalar un régimen militar permanente, con apoyo orgánico de Estados Unidos, los grandes grupos económicos y la Sociedad Rural Argentina, equivalente a una "ocupación extranjera", similar al que se había instaurado en Brasil en 1964 y al que instauraría Pinochet en Chile en 1973.

## Revolución Argentina

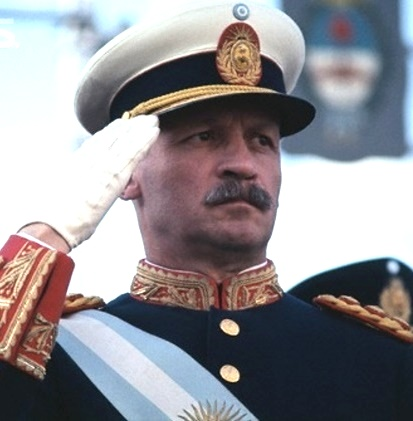
Juan Carlos Onganía.

### Onganía: dictadura permanente
El 28 de junio de 1966 tomó el poder una dictadura que adoptó el nombre de "Revolución Argentina" y se extendió casi siete años hasta el 25 de mayo de 1973, fecha en la que asumió el gobierno constitucional encabezado por el peronista Héctor J. Cámpora. Durante el período gobernaron tres dictadores: Juan Carlos Onganía, Marcelo Levingston y Alejandro Agustín Lanusse.
En el mismo comunicado en que informaban a la población de la deposición del presidente Illia, los comandantes de las tres Fuerzas Armadas anunciaron el nombramiento del teniente general Juan Carlos Onganía como presidente de la Nación. Por primera vez en la historia de los golpes de Estado en Argentina, no se anunciaba como un presidente provisional, sino que su gobierno tenía carácter permanente: se sancionó un Estatuto de la Revolución Argentina, colocado por encima de la Constitución Nacional; todos los poderes Ejecutivo y Legislativo, nacionales y provinciales, recaían en el presidente, que no solamente firmaría decretos, sino también leyes, que continuaron la numeración de las leyes sancionadas por el Congreso nacional, que también fue clausurado; el presidente nombraba a los gobernadores provinciales, que no se llamaban "comisionados", "interventores" o provisionales, y que también estaban habilitados a sancionar leyes provinciales; la Corte Suprema fue completamente reemplazada por ministros adictos, que juraron respetar primero el Estatuto y solo después la Constitución Nacional.
La frase que condensaba las aspiraciones del gobierno era "la Revolución Argentina tiene objetivos, no plazos". Sus objetivos serían alcanzados en tres etapas o "tiempos": primero, un "tiempo económico", durante el cual se buscaría acelerar el desarrollo industrial y la modernización de la estructura productiva; luego un "tiempo social", durante el cual se buscaría mejorar la distribución de la riqueza con el objetivo de alcanzar la paz social, para eliminar el "caldo de cultivo" de las ideas de izquierda; y por último, y subordinado a los anteriores, un "tiempo político", en el cual se abriría una nueva etapa democrática con características que nunca llegarían a ser explicitadas, pero que debían ser distintas a las vigentes hasta ese momento.
Ideológicamente, el nuevo régimen se mostró antiliberal en lo político, pero liberal en lo económico. En vista de que el "tiempo político" quedaba relegado a un futuro indeterminado, se prohibieron los partidos políticos, así como todo tipo de participación política por parte de la ciudadanía; rigió en forma casi permanente el estado de sitio y se vieron coartados derechos civiles, sociales y políticos.

### Política económica y social
Onganía implementó un régimen de gobierno autoritario de tipo corporativo, con "participación" de los sectores y asociaciones civiles del país en su gobierno mediante la formación de comités o instancias consultivas en áreas específicas de la política agraria, industrial, económica y laboral. Este modelo recibió fuertes críticas del sector liberal del Ejército y no contó tampoco con un apoyo entusiasta de sus supuestos beneficiarios, los empresarios, pero logró dividir el movimiento obrero, tanto peronista como antiperonista, provocando el surgimiento de grupos partidarios de "participar" de las instancias consultivas del gobierno militar y limitar la acción sindical a las cuestiones estrictamente gremiales, apartándola de toda actividad política (principalmente la Nueva Corriente de Opinión o "participacionista" liderada por Rogelio Coria).
El segundo ministro de economía de la dictadura, Adalbert Krieger Vasena, aplicó medidas ortodoxas: devaluó la moneda en un 40%, congeló precios y salarios, revocó las medidas de nacionalización y control de capitales del gobierno de Illia, y restauró los contratos petroleros que este había anulado. Para equilibrar las cuentas, aumentó algunos impuestos, en particular las retenciones a la exportación.
El resultado fue exitoso en el control de la inflación –bajó del 31,9% al 7,6% anual entre 1966 y 1969– y un aumento del PBI que alcanzó el 6,8% en 1969. Las exportaciones continuaron en alza, pero las medidas perjudicaron al sector agropecuario. Las empresas de capital nacional se descapitalizaron rápidamente, siendo reemplazadas por las de capital extranjero, con numerosos cierres de fábricas –la emblemática Siam Di Tella estuvo a punto de quebrar– y ventas de empresas a capitales extranjeros. La intención era atraer inversiones extranjeras, pero gran parte de los capitales que se radicaron en el país lo fueron no en forma de inversión neta, sino de compra de bienes de capital nacional; entre muchos ejemplos, la automotriz IKA fue vendida a la francesa Renault.
En el movimiento obrero y el peronismo, luego de años de persecuciones, Onganía despertó inicialmente expectativas. Los dos principales dirigentes sindicales, Augusto Vandor y Alonso, líderes respectivamente de las 62 Organizaciones Leales a Perón (vandoristas, peronismo sin Perón) y las 62 Organizaciones De Pie Junto a Perón (partidarias del liderazgo incondicional de Perón), asistieron a la jura como "presidente" del general Onganía. Hasta los sindicatos independientes, de extracción radical y socialista, apoyaron el golpe. Con posterioridad el sindicalismo se dividiría gravemente en combativos, duros, negociadores y participacionistas -esta última una corriente de apoyo expreso a la dictadura promovida por el gobierno militar-, de acuerdo a la menor o mayor disposición a mantener relaciones con las autoridades.
Uno de los sectores más duramente castigados fue la industria azucarera: tras varios meses de dudas, el gobierno decidió intervenir y cerrar diez ingenios, con lo que una gran cantidad de trabajadores quedó en la calle y los pequeños productores quedaron a merced de los ingenios que quedaban, que se cartelizaron para bajar de común acuerdo el precio pagado por la caña.
Los trabajadores se vieron fuertemente perjudicados, ya que su participación en la renta nacional bajó abruptamente, de un 43% al 39% en el mismo período. Una ley de "conciliación obligatoria" limitó fuertemente las huelgas en defensa del salario, de modo que cualquier huelga era declarada inmediatamente ilegal, favoreciendo siempre a los sectores patronales.
No obstante, el gobierno inició una gran cantidad de obras públicas, que mantuvieron el ritmo de la actividad industrial. Entre ellas se pueden mencionar las centrales hidroeléctricas El Chocón, Cerros Colorados, Cabra Corral y Ullum; los puentes Zárate-Brazo Largo, Corrientes-Barranqueras y Fray Bentos-Puerto Unzué; y la Central nuclear Atucha.
En abril de 1969, se sancionó la Ley 18.188, que cambiaba la moneda circulante a partir del 1 de enero de 1970; se creaba el Peso Ley 18.188, que equivalía al valor de 100 Pesos Moneda Nacional; fue el primer cambio de denominación en la historia de la moneda argentina.

### Cruzada moralizadora
Las universidades públicas argentinas estaban entonces organizadas de acuerdo a los principios de la Reforma Universitaria, que establecían la autonomía universitaria del poder político y el cogobierno tripartito de estudiantes, docentes y graduados. Los militares y sus apoyos de derecha consideraban a las universidades cunas de la subversión y el comunismo. de modo que la dictadura decidió imponer allí la disciplina y sus ideas sociales: una "ley" que anulaba por completo la autonomía universitaria, que fue resistida por estudiantes y autoridades de la mayor parte de las universidades nacionales –aunque no de todas.
El 29 de julio de 1966, la policía irrumpió en una manifestación de estudiantes y docentes de la Universidad de Buenos Aires, en la llamada "Noche de los bastones largos", arrestando y castigando físicamente a los manifestantes. Más de 400 arrestados, centenares de profesores separados de sus cátedras y la destrucción de laboratorios y bibliotecas fue el saldo a corto plazo de los hechos; a largo plazo, se inició una "fuga de cerebros" masiva, durante la cual miles de destacados profesores e investigadores abandonaron el país.
El gobierno decidió reformar las costumbres y controlar las expresiones artísticas: la censura alcanzó a programas de televisión, espectáculos de teatro –entre ellas la ópera Bomarzo de Alberto Ginastera y Manuel Mujica Lainez– y de cine, además de diarios, libros y revistas. Los hippies eran arrestados y sus pelos cortados; la policía hacía redadas en los hoteles alojamiento y obligaba a los maridos a ir a buscar a la comisaría a las esposas infieles. Incluso besarse en público era castigado con arresto.
Onganía quiso imponer el predominio de la Iglesia Católica, sostenido por varios grupos de orientación católica conservadora, en especial del Opus Dei. Asistía frecuentemente a actos públicos religiosos y consagró el país a la Virgen.

### Cordobazo y demás puebladas

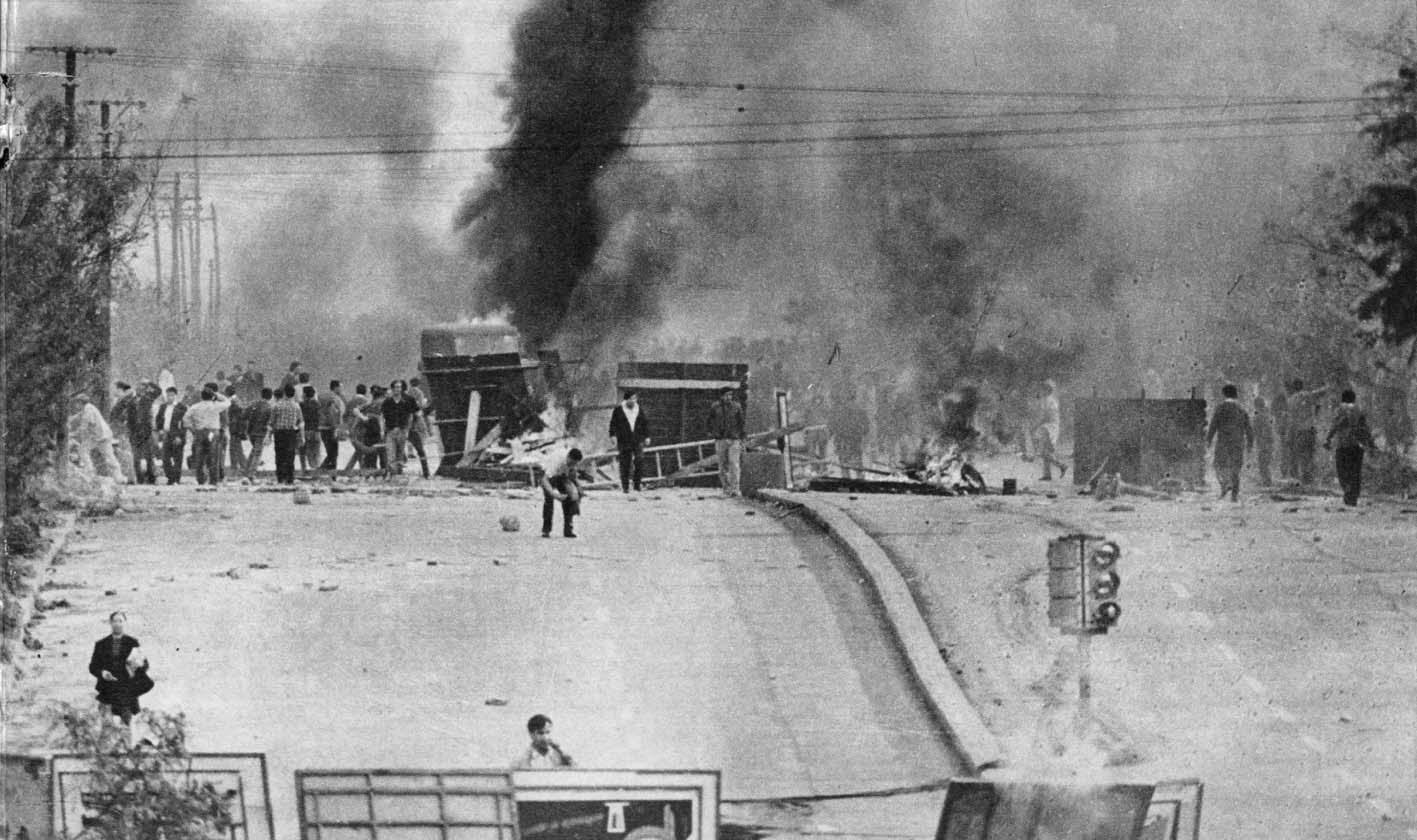
Barricadas e incendios durante el Cordobazo.

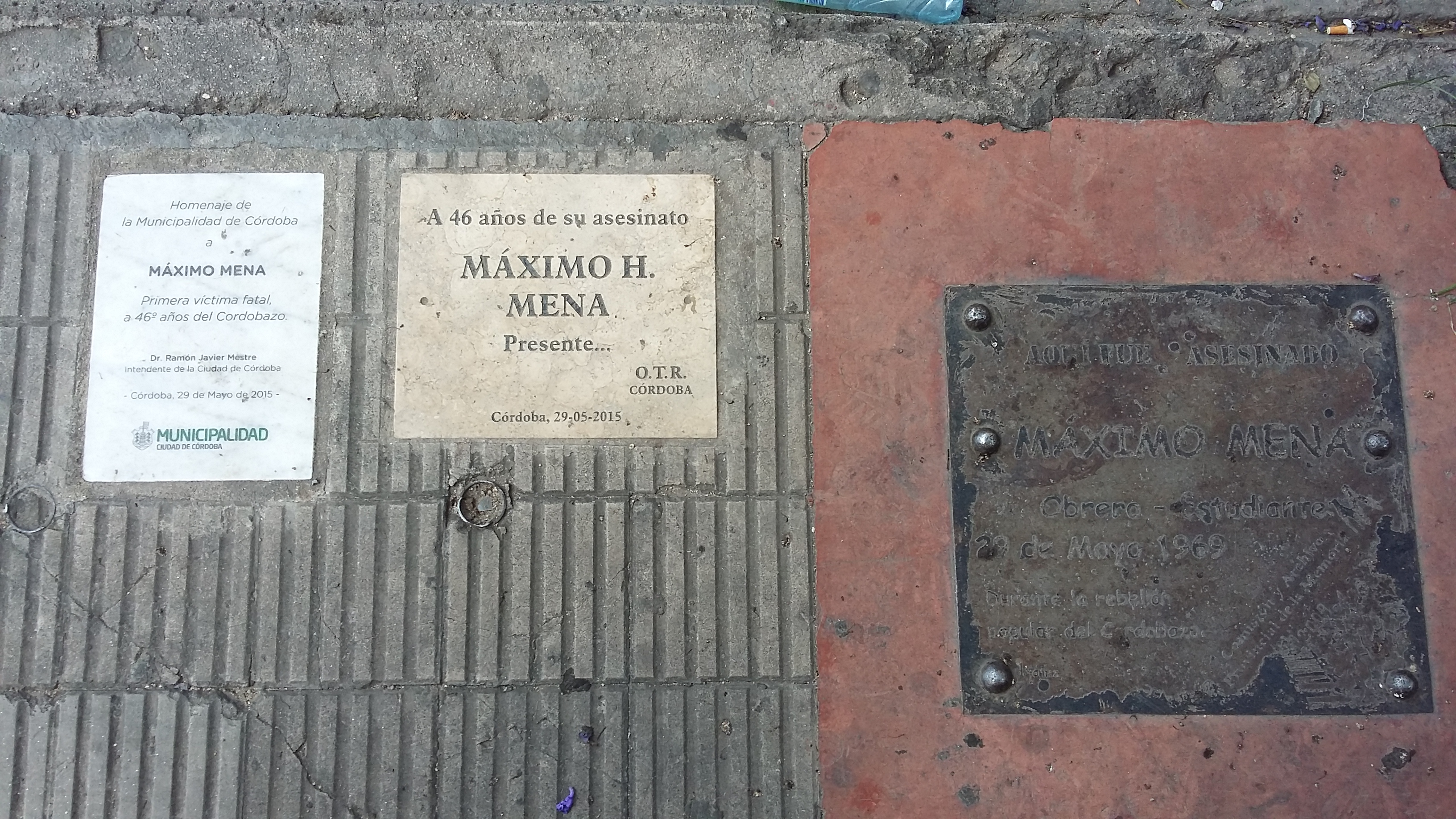
Placa en memoria del obrero-estudiante Máximo Mena en el lugar donde fue asesinado el 29 de mayo de 1969 durante el Cordobazo, en la esquina del Bvrd. San Juan y Arturo M. Bas.

El modelo de represión instaurado por Onganía fue exitoso en sus objetivos inmediatos: desarticuló la capacidad de movilización de los sindicatos –se intervino la CGT– y casi no hubo grandes huelgas, la actividad política se redujo a su mínima expresión debida a la disolución de los partidos políticos y la censura hizo que las discusiones políticas en la prensa fueran marginales.
Pero la anulación de los canales institucionales de discusión política y resolución de conflictos llevó al surgimiento de otros, mucho menos orgánicos y, por ello mismo, totalmente incontrolables. El recrudecimiento y radicalización de la Resistencia peronista y del sindicalismo combativo que tomó forma en la CGT de los Argentinos, la formación de gran cantidad de grupos católicos de solidaridad social bajo la orientación del Concilio Vaticano II y la incipiente teología de la liberación, la aparición de movimientos de izquierda juveniles –la Nueva Izquierda, así llamada para diferenciarlas del viejo Partido Socialista y del Partido Comunista– y de organizaciones guerrilleras dispuestas a dirimir diferencias por medio de la violencia fueron las más notables.
Onganía había clausurado toda acción política y, con ayuda de Vandor, había limitado también las acciones sindicales. Pero la dirigencia sindical vandorista no anulaba el descontento de los trabajadores y en 1968 varios sindicatos se separaron para formar la CGT de los Argentinos, bajo el liderazgo de Raimundo Ongaro de la Federación Gráfica Bonaerense. 
Simultáneamente el ejemplo de los sucesos del Mayo francés, las protestas contra la guerra de Vietnam en Estados Unidos, la Masacre de Tlatelolco en México, el asesinato del Che Guevara en Bolivia y el auge de la canción de protesta, mostraron alternativas de acción directa, especialmente a la juventud militante, tanto sindical, como estudiantil y católica.
Al comenzar 1969 el gobierno de Onganía se había fortalecido debido a los buenos resultados macroeconómicos. El régimen consideró entonces que era momento de profundizar el proceso. El 28 de marzo Onganía dio un discurso para anunciar que la Revolución Argentina entraba en la etapa "del tiempo social" y la estructuración de un Nuevo Estado basado en los principios del "participacionismo" y del "comunitarismo".
Pese a ello, desde comienzos de 1969, la población comenzó a participar en la disputa política por medio de las llamadas "puebladas": movilizaciones masivas y violentas en lugares puntuales. Entre 1969 y 1972 sucederían unas veinte grandes puebladas insurreccionales.
1969 fue el año del estallido insurreccional en Argentina. Siete grandes puebladas se produjeron en todo el país, con activa participación del movimiento estudiantil y del sindicalismo: el «Ocampazo» (enero-abril), el «Correntinazo» (mayo), el primer Rosariazo (mayo), el Salteñazo (mayo), el primer Cordobazo (mayo), el primer Tucumanazo (mayo) y el segundo Rosariazo (septiembre). Ese mismo año comienzan a actuar las Fuerzas Armadas Revolucionarias (FAR), incendiando el 26 de junio trece supermercados de la cadena Minimax de la familia Rockefeller, como protesta contra la visita de Nelson Rockefeller. Cuatro días después, fue asesinado por el Ejército Nacional Revolucionario, el máximo dirigente sindical argentino de ese momento, Augusto Timoteo Vandor, acusado de negociar con la dictadura militar y de traidor por impulsar un «peronismo sin Perón»; los miembros del ENR se integrarían más adelante a Montoneros. Ese año también comienza a actuar el Ejército Revolucionario del Pueblo (ERP), comandado por Mario Santucho, aunque sus acciones recién se incrementaron al año siguiente.
El 14 de mayo de 1969, obreros de las fábricas de automotores de la ciudad de Córdoba protagonizaron una violenta manifestación contra recortes salariales. Sin relación con estos hechos, al día siguiente los estudiantes de la Universidad Nacional del Nordeste organizaron una ruidosa protesta en el centro de la ciudad de Corrientes, causada por una cuestión relativamente menor, pero la misma terminó con la muerte del estudiante Juan José Cabral a manos de la policía provincial. En respuesta, los estudiantes de la Universidad Nacional de Rosario realizaron una manifestación mucho más grande, conocida como el "Rosariazo", en el transcurso de la cual fue asesinado otro estudiante. Los disturbios en Rosario continuaron varios días más, durante los cuales la policía mató a otro estudiante.
Cuando los estudiantes de la ciudad de Córdoba decidieron movilizarse a su vez por estos hechos, coincidieron con un notable aumento de los choques entre trabajadores del Sindicato de Mecánicos y Afines del Transporte Automotor (SMATA), que –ignorando las negociaciones de los dirigentes del sindicato con el gobierno y las empresas– protagonizaban huelgas parciales y choques violentos con la policía. La muerte de un estudiante al mediodía del 29 de mayo generó la confluencia de ambos movimientos, cuyos participantes se solidarizaron. Durante los hechos, conocidos como el "Cordobazo", los manifestantes recibieron la protección y ayuda de los vecinos. Los manifestantes ocuparon la totalidad del centro de la ciudad y la zona de La Cañada, armando barricadas e incendiando automóviles y oficinas. Al día siguiente, el Ejército ocupó sangrientamente el centro de la ciudad, dejando un tendal de heridos, entre catorce y treinta muertos, y centenares de presos, entre ellos Agustín Tosco –de SMATA Córdoba– y Raimundo Ongaro, líderes de la revuelta, condenados a varios años de prisión.
La dictadura lanzó entonces una violenta ofensiva contra los sindicatos, que fueron intervenidos, y decretó una baja generalizada de sueldos en la mayoría de los empleados públicos, entre ellos los ferroviarios; la huelga ferroviaria de septiembre de 1969 y un segundo y más violento "Rosariazo", del 16 de septiembre, debilitaron simultáneamente a los sindicatos organizados y al gobierno de Onganía, que ya no lograba contener la agitación social. Este echó la culpa de los desbordes a las bajas de salarios ordenadas por Krieger Vasena y al ministro del Interior, Guillermo Borda, a quienes separó de sus cargos en el mes de junio, anunciando el inicio del "tiempo social". La mayor parte del gabinete y gran parte de los gobernadores fueron reemplazados y anunció una suba general de salarios del 20%. Los empresarios y sindicalistas dejaron de apoyar a Onganía, y los trabajadores continuaron con sus acciones de protesta.

### «Liberación nacional» y organizaciones guerrilleras
Tres corrientes confluyeron en el fenómeno que algunos académicos denominan como el surgimiento de una nueva izquierda en Argentina, ligada a la noción de "liberación nacional", uno de ellos fue un sector proveniente del catolicismo que, influenciado por los cambios introducidos por el Concilio Vaticano II, adoptó como principio teológico y pastoral central la "opción por los pobres", dando origen a expresiones como la Teología del pueblo -variante argentina de la Teología de la liberación, el Movimiento de Sacerdotes para el Tercer Mundo y el movimiento de curas villeros, la revista Cristianismo y Revolución y la Federación Latinoamericana de Sacerdotes Casados (FLSC) fundada por el exobispo argentino Jerónimo Podestá y su esposa Clelia Luro.
Otro sector, proveniente de la izquierda tradicional –el Partido Socialista Argentino y el Partido Comunista– que inició una intensa revisión y rediscusión de sus conceptos y prácticas políticas, sobre todo a la luz de la Revolución cubana y las ideas del Che Guevara, y por último, un sector integrado por grupos que actuaban en la Resistencia peronista que desarrollaron una visión combativa y revolucionaria del peronismo, ligándolo a los movimientos de liberación nacional que por entonces actuaban en el Tercer Mundo.
En términos generales, estos grupos mostraban una abierta simpatía por el peronismo –que se reforzaba por los discursos de tono fuertemente combativos del propio Perón– y no pocos formaron parte de la Juventud Peronista, fundada oficialmente en 1957, pero que experimentó un explosivo crecimiento a partir de 1972. Hasta su fallecimiento en 1968, su inspirador fue John William Cooke, exdiputado peronista y representante personal de Perón, que había completado su "giro a la izquierda" tras su visita a la Cuba de Fidel Castro en 1960.
En sentido estricto, las organizaciones armadas habían iniciado las acciones guerrilleras a fines de 1959, durante el gobierno de Frondizi, cuando el grupo peronista Uturuncos tomó la Jefatura de Policía en la ciudad de Frías, Santiago del Estero. A poco de iniciada la dictadura de Onganía, un grupo de estudiantes lanzaron el Operativo Cóndor, por el cual obligaron a un avión a desviar su recorrido y aterrizar sin autorización británica en las islas Malvinas.
Pero es a partir de 1968, durante la dictadura de Onganía que había abolido los partidos políticos, cuando aparecen las organizaciones armadas que van a actuar en el futuro. Ese mismo año aparecen la Fuerzas Armadas Peronistas (FAP), lideradas por Envar El Kadri, estableciendo un campamento guerrillero rural en las cercanías de Taco Ralo, provincia de Tucumán, que fue desbaratado por la Gendarmería. Al año siguiente moriría el primer guerrillero, el exsacerdote y sindicalista Gerardo Ferrari, miembro de las FAP, al resistirse a tiros a un arresto y ser muerto por la policía.
En 1969 aparecieron el FAL y las FAR. El 5 de abril realizó su primera acción el Frente Argentino de Liberación (FAL), aunque ya existían desde 1963, tomando el Regimiento n.º 1 de Campo de Mayo para robar armas. El 26 de junio las Fuerzas Armadas Revolucionarias (FAR) incendiaron trece supermercados Minimax en Buenos Aires, en repudio a la visita de Nelson Rockefeller. El 30 de junio, un grupo guerrillero independiente asesinó al poderoso dirigente sindical metalúrgico Augusto Timoteo Vandor, líder del sector que estaba en tratativas con la dictadura para impulsar un "peronismo sin Perón".
En 1970 aparecen Montoneros y el ERP. Montoneros aparece con una acción que conmovió al país al secuestrar al exdictador Pedro Eugenio Aramburu –responsable de los fusilamientos de junio de 1956 y del secuestro del cadáver de Eva Perón– el 29 de mayo de 1970 y anunciar dos días después que había sido ejecutado. Una semana después se producía un golpe interno para desplazar a Onganía y abrir una salida electoral negociada con el peronismo. El 30 de julio de 1970 fue creado el Ejército Revolucionario del Pueblo (ERP), por decisión del V Congreso del Partido Revolucionario de los Trabajadores (ERP), aunque Mario Roberto Santucho, su comandante, había dirigido el año anterior una acción militar con el fin de robar un banco de Escobar para recaudar fondos.

### Levingston

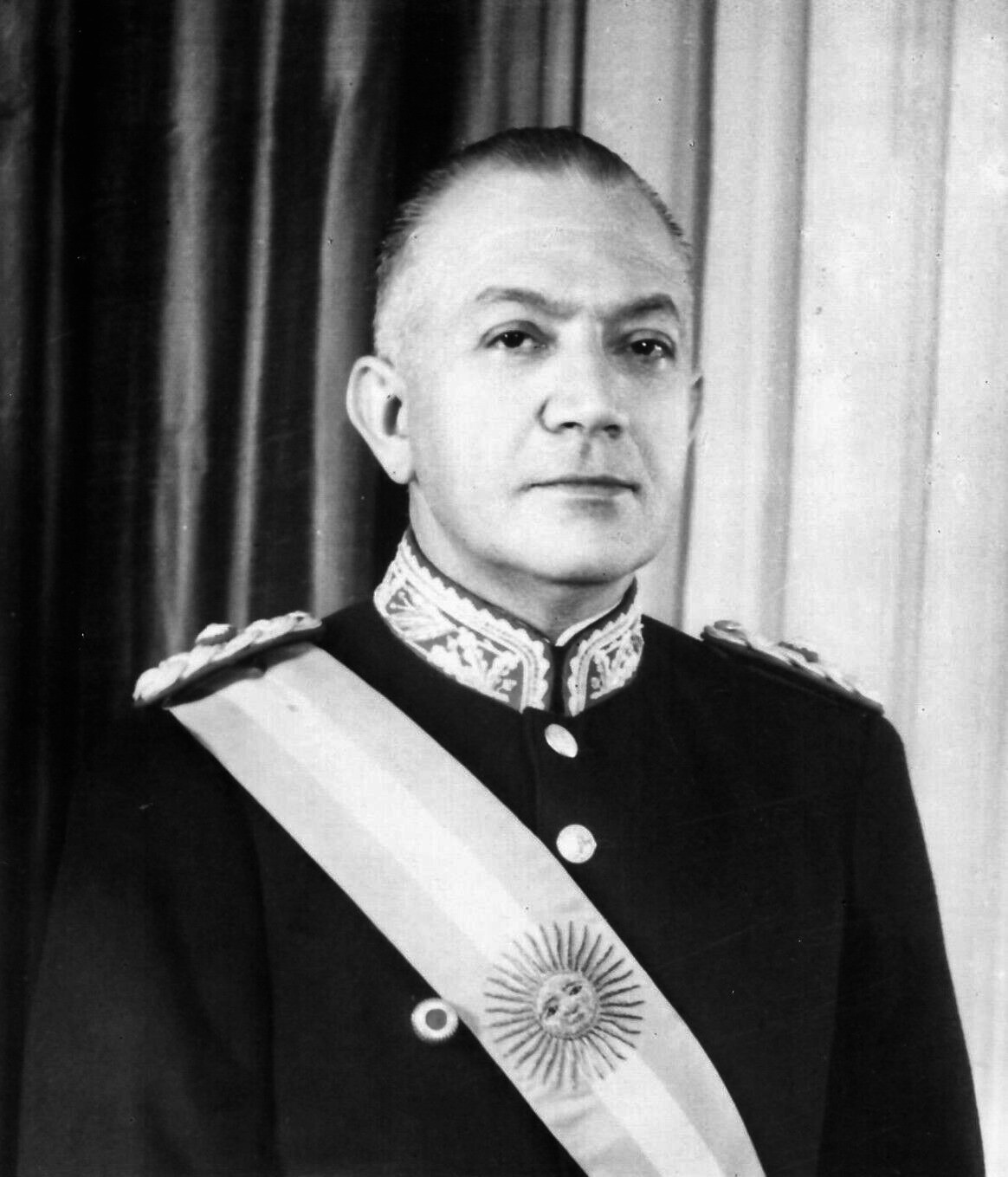
Roberto Marcelo Levingston.

Tras diez días durante los cuales la dictadura recayó en una Junta Militar, el 18 de junio asumió como presidente de facto el general de Brigada Roberto Marcelo Levingston, un oficial casi desconocido que hasta entonces había sido agregado militar en la embajada argentina en los Estados Unidos. Levingston prometió consultar sus medidas importantes con los comandantes de las tres armas, pero solo lo hizo para nombrar a su primer gabinete de ministros.
Como una muestra de que no compartía la visión conservadora de la sociedad de su antecesor, Levingston nombró miembro de la Corte Suprema de Justicia a Margarita Argúas, primera mujer en ocupar semejante responsabilidad en toda América.
Con el objetivo de "profundizar la Revolución Argentina", se apoyó en técnicos desarrollistas –tales como Aldo Ferrer y Cáceres Monié– y nacionalistas tales como Luis María de Pablo Pardo y Amadeo Frúgoli. Desarrolló la política del "compre nacional", por la cual las empresas estatales estaban obligadas a comprar productos nacionales; también otorgó sucesivos aumentos salariales, con la idea de calmar la agitación social.
En 1971 los indicadores económicos se deterioraron, con una inflación que llegó al 35%, agravada por una fuga de inversiones extranjeras que venía de antes, con lo cual se ganó la enemistad de patrones, consumidores y obreros. La agitación social aumentó.
También aumentó la agitación política, incluyendo acciones de violencia: en julio de 1970, Montoneros ocupó la localidad cordobesa de La Calera, ocasión en que fueron detenidos prácticamente todos los participantes del hecho. En agosto, el sindicalista José Alonso fue asesinado por un grupo de guerrilleros, aparentemente el mismo que había asesinado a Vandor, y que posteriormente se integraría a Montoneros.
En noviembre de 1970 se inició el movimiento de las Ligas Agrarias, que organizaría en los años siguientes las luchas rurales en la región nordeste contra los latifundios y monopolios en la producción de algodón, yerba mate, tabaco y té. Ese mismo mes se producen otras dos puebladas insurreccionales en Tucumán (Segundo Tucumanazo) y Catamarca (Catamarqueñazo).
Levingston trató de comprometer a los dirigentes políticos en la continuidad de la dictadura, y para ello quiso reorganizar los partidos dejando afuera a sus líderes: a Perón y al radical Ricardo Balbín. En respuesta, el radicalismo, el peronismo, el Partido Socialista Argentino, el Conservador Popular y el Bloquista firmaron un documento titulado "La Hora del Pueblo", que inició una ronda de negociaciones entre esos partidos para exigir una salida electoral.
Tras el asesinato de Alonso, Perón logró que la CGT designara al metalúrgico José Ignacio Rucci como secretario general. Rucci era uno de los pocos sindicalistas de primera línea que consideraba que la vuelta de Perón era un objetivo estratégico prioritario para el movimiento obrero, mientras que la mayoría de sus colegas adherían al postulado vandorista que partía de la suposición de que Perón no volvería al país. Rucci impulsó una serie de paros generales que afectaron a la industria, el transporte y los servicios.
El 15 de marzo de 1971 estalló una nueva "pueblada" en Córdoba, conocida como el Viborazo, con dos muertos y trescientos detenidos, que nuevamente sacudió al país y marcó los días finales del gobierno de Levinsgton.
Para evitar su caída Levingston dispuso el retiro del comandante del Ejército, teniente general Alejandro Agustín Lanusse, pero este rechazó la decisión de Levingston, reunió a los jefes de la Armada y la Fuerza Aérea y les impuso el desplazamiento del presidente, que fue obligado a renunciar el 23 de marzo.

### Lanusse: del Gran Acuerdo Nacional al triunfo peronista

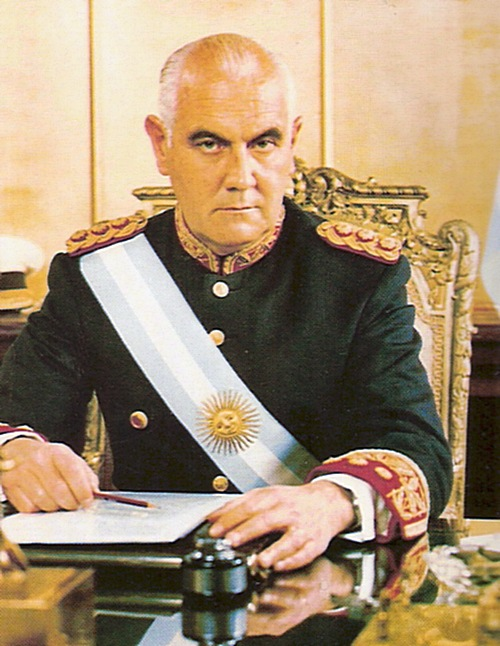
Alejandro Agustín Lanusse.

Lanusse confirmó en el cargo de ministro de Economía a Ferrer y nombró ministro del Interior al radical Arturo Mor Roig. El objetivo de su gobierno era acelerar la salida electoral, controlando en alguna medida la economía y la violencia política, y evitando a toda costa el retorno del peronismo al poder. Para ello intentó crear un sistema de partidos ideológicamente identificables: un partido de derecha vinculado al gobierno, uno de izquierda y uno de centro, que debía ser el radicalismo; por ello pretendió –una vez más– un peronismo sin Perón, que ocuparía el lugar del partido de izquierda, y dejar una única UCR: la UCRP pasaría a ser el único partido llamado "radical", mientras la UCRI de Oscar Alende se refundaba como Partido Intransigente, y la de Frondizi como Movimiento de Integración y Desarrollo (MID). Propuso a los partidos la formación de un Gran Acuerdo Nacional (GAN), buscando comprometer a todos los partidos en una salida negociada para la dictadura, finalmente bajo la presidencia del propio Lanusse.
La apertura política y la incertidumbre sobre el papel que Perón podría jugar en la misma, puso en un dilema a los neoperonistas –con excepción del Movimiento Popular Neuquino que había sido mantenido por la dictadura en el gobierno– sobre la mayor o menor cercanía que debían establecer con Perón.
Perón inicialmente nombró a Jorge Daniel Paladino como su delegado personal, quien emprendió un proceso de negociación con Lanusse, dentro de las expectativas de este. Pero en septiembre de 1971 Perón desplaza a Paladino, y designa a Héctor J. Cámpora como su nuevo delegado personal y a Rodolfo Galimberti, cercano a Montoneros, como representante de la Juventud Peronista en el Comando Superior Peronista. Simultáneamente Perón completó el triángulo en que se apoyaría en adelante, dándole todo su apoyo a José Ignacio Rucci, secretario general de la CGT, enfrentado con la mayoría del sindicalismo peronista, más proclive a negociar con Lanusse. Su objetivo era desbaratar el plan de Lanusse, mediante un amplio acuerdo civil con los partidos políticos -especialmente los que habían sido antiperonistas en 1955, priorizando la relación con Balbín-, la CGT y los empresarios nacionales, para realizar elecciones libres sin condicionamientos militares.
En octubre de 1971 se produjo un levantamiento militar en Azul y Olavarría liderado por el teniente coronel Florentino Díaz Loza, de ideología nacionalista, con el objetivo de desplazar a la corriente liberal vinculada a Estados Unidos, liderada por Lanusse.
Perón buscó abiertamente el apoyo de las agrupaciones juveniles, con un discurso político izquierdista y nacionalista, y apoyando el recurso a la violencia contra la dictadura; las organizaciones armadas, con la única excepción del ERP, se declararon abiertamente peronistas.
En esas condiciones, el GAN era inaceptable para el peronismo, que lo rechazó de plano, cosa que también hicieron varios otros partidos; cuando quedó claro que la aspiración de Lanusse era ser candidato presidencial, también fue rechazado por el radicalismo.

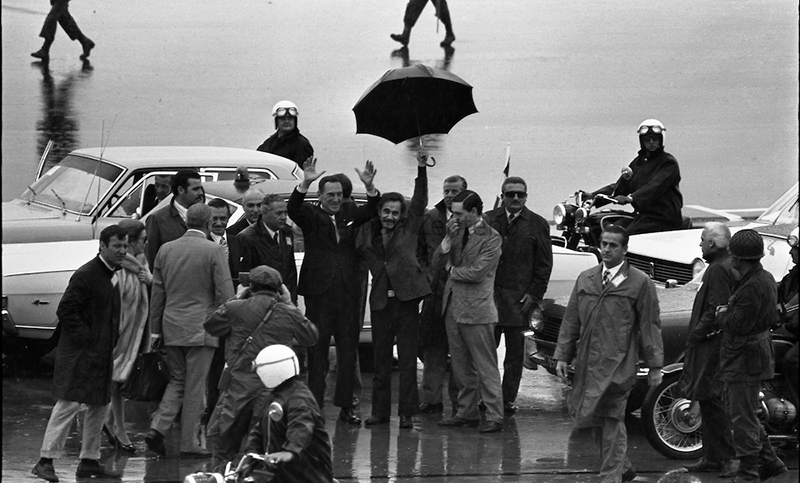
17 de noviembre de 1972: Perón regresa del exilio. José Ignacio Rucci lo protege de la lluvia con su paraguas.

La vuelta de Perón al país y su eventual candidatura presidencial era una brasa caliente en las negociaciones por la "salida electoral". Lanusse devolvió a Perón su rango de general y los sueldos adeudados, cerró las causas judiciales en su contra y le entregó el cadáver de Evita, ocultado en Italia desde 1956. A cambio esperaba que Perón se autoproscribiera en las próximas elecciones. 
Perón se negó a quedar fuera del proceso electoral, con el argumento de que un eventual presidente peronista que no fuera él, crearía una situación de doble comando de alta inestabilidad institucional:

Si en las próximas elecciones no se llama a elecciones generales, ofreciendo todas las garantías constitucionales, será difícil evitar la guerra civil... Yo les contesté (a los enviados de Lanusse) que no había trato y que sólo debían llamar a elecciones. Y si quiere Lanusse, que se presente nomás a las elecciones presidenciales, por mi yo tengo más posibilidades de salir primer ministro o rey de Inglaterra que Lanusse presidente de los argentinos. Yo seré presidente, no puedo negarme a pesar de mis 76 años.
Juan D. Perón, Declaraciones al diario El ExpresO, julio de 1972

Presionado por los sectores antiperonistas más recalcitrantes, el 27 de julio Lanusse anunció por televisión que no podrían ser candidatos  quienes no estuvieran en el país desde el 25 de agosto de 1972, con lo que virtualmente impedía que Perón pudiera presentarse. Lanusse llegó a acusar a Perón de cobarde en su mensaje diciendo que no volvía a la Argentina "porque no le da el cuero".
El 22 de agosto la Marina produjo la Masacre de Trelew, buscando boicotear la salida electoral que estaba llevando adelante Lanusse. Dos días después la dictadura reformó la Constitución, estableciendo entre otras cosas un sistema electoral de doble vuelta, con el fin de limitar las posibilidades de triunfo del peronismo, potenciando un eventual voto antiperonista. 
Perón dejó pasar el ultimátum y las restricciones, y el 7 de noviembre publicó una solicitada anunciando que, teniendo en cuenta que la dictadura había reconocido públicamente que no había causas contra él, había decidido volver a la Argentina. Nombró a Juan Manuel Abal Medina como secretario general del Movimiento Peronista con la tarea de organizar su regreso al país el 17 de noviembre de 1972. La Juventud Peronista lanzó entonces la consigna "Luche y vuelve" que le permitió alcanzar una gran popularidad y fortalecer su posición en el seno del peronismo.
Perón estuvo menos de un mes en Argentina, pero en su regreso cerró un amplio acuerdo civil, con todos los partidos políticos, pero especialmente con la UCR: el abrazo con Ricardo Balbín, luego de décadas de enfrentamientos, ha quedado en la historia argentina como símbolo de tolerancia democrática. El acuerdo político fue complementado con un acuerdo social, con los empresarios nacionales congregados en la CGE y los sindicatos federados en la CGT. El GAN había sido derrotado.
El Partido Justicialista formó el Frente Justicialista de Liberación (FREJULI) con fuerzas que anteriormente habían sido opositoras al peronismo, como el frondizismo, el Partido Conservador Popular, y el Partido Popular Cristiano, desprendido del Partido Demócrata Cristiano. Perón impuso una fórmula presidencial conformada por Héctor Cámpora y Vicente Solano Lima y regresó a España, donde había vivido doce años. La fórmula fue rechazada inicialmente por la mayoría del sindicalismo peronista y aceptada luego a regañadientes, absteniéndose de participar activamente en la campaña electoral. La campaña se hizo con el eslogan "Cámpora al gobierno, Perón al poder."
El peronismo en ese momento estaba conducido por cuatro ramas (política, sindical, femenina y juvenil) y la regla indicativa era que los cargos debían repartirse igualitariamente entre los cuatro sectores. El papel jugado por las organizaciones armadas y los sectores juveniles de la Tendencia Revolucionaria, les permitió lograr que una considerable cantidad de miembros de la Juventud Peronista fueran como candidatos a legisladores nacionales y provinciales. Además de Cámpora, ligado a la Tendencia, varios de los candidatos a gobernador o vicegobernador también estaban ligados a la juventud o la izquierda peronista. La rama sindical se sintió relegada en la elaboración de las listas, aunque la mayoría de los vicegobernadores fueron sindicalistas.
Los demás partidos no lograron articular un discurso coherente frente a la candidatura de Perón, que parecía el único que podía garantizar la estabilidad y el control de las organizaciones armadas. El radicalismo llevó una vez más a Balbín como candidato; una coalición de centroderecha llevó al exmilitar Francisco Manrique; el radical intransigente Oscar Alende encabezó una alianza de izquierda apoyada del Partido Comunista, UDELPA que había sido fundada por Aramburu y de un sector de la democracia cristiana; participaron también otras dos listas derechistas y el Partido Socialista Democrático, esencialmente antiperonistas.
El 11 de marzo de 1973, el candidato del Frejuli obtuvo el 49,56 % de los votos válidos. Ante el estrecho margen faltante para alcanzar la mayoría absoluta y la amplia diferencia sobre el segundo, Balbín –que obtuvo poco más del 21 %- anunció que renunciaba a la segunda vuelta.
Los candidatos del Frejuli también obtuvieron veinte de las veintidós gobernaciones provinciales en primera o segunda vuelta, el 63 % de los senadores y el 59 % de los diputados. Cámpora fue proclamado presidente.

### Crecimiento de la militancia
Las organizaciones armadas tuvieron un explosivo aumento de la simpatía popular, incorporando ya en democracia en 1973 y 1974, a miles de jóvenes a las organizaciones estudiantiles, barriales y sindicales del peronismo revolucionario y en menor medida al Partido Revolucionario de los Trabajadores y la Juventud Guevarista. También crecieron explosivamente las organizaciones juveniles de la izquierda de la Unión Cívica Radical, encuadradas en el Movimiento de Renovación y Cambio, así como la Federación Juvenil Comunista y el Movimiento de Orientación Reformista (MOR), su brazo universitario, el movimiento estudiantil socialista popular organizado en el Movimiento Nacional Reformista, el FAUDI del Partido Comunista Revolucionario, el Frente de Izquierda Popular y el Partido Socialista de los Trabajadores. Las FAP se integraron casi completamente a Montoneros, cosa que ya había ocurrido con el FAL. Hasta la fecha de las elecciones, los "operativos" de Montoneros se vieron parcialmente frenados, en parte debido a la expectativa causada por las inminentes elecciones, ya que parte de su justificación de la violencia estaba ligada a que actuaban contra un gobierno dictatorial en ejercicio del derecho de resistencia a la opresión, que ahora estaba próximo a terminar. En cambio, el ERP realizó varios atentados, como el que terminó con la vida del vicealmirante Berisso en 1972 y el copamiento de un cuartel en Córdoba, de donde se extrajeron dos toneladas de armamento.
Por su parte, las fuerzas de represión, educadas en la guerra contrarrevolucionaria por el ejército estadounidense en la Escuela de las Américas –donde enseñaba a los oficiales latinoamericanos a reprimir a la guerrilla y el terrorismo– respondieron a la amenaza "subversiva" con creciente crueldad, apelando repetidamente a la tortura y la ejecución de prisioneros, llegando a recurrir al terrorismo de Estado, como en el caso de la masacre de Trelew. La masacre se produjo luego de que un grupo de guerrilleros de ERP, Montoneros y FAR escaparan violentamente de la cárcel de Rawson (asesinando a un guardiacárcel), y llegaran al aeropuerto, logrando seis de ellos escapar en avión hacia Chile. Otros 19 fueron recapturados y llevados a la Base Aeronaval Almirante Zar, donde dieciséis de ellos serían asesinados una semana más tarde.
Un año antes de las elecciones, el ERP secuestró a varios empresarios con el fin de pedir rescates; uno de ellos el director de la Fiat en la Argentina, Oberdan Sallustro, fue asesinado por un guerrillero en abril de 1972, cuando la policía descubrió el lugar en que había sido recluido. Un año después, en represalia por la Masacre de Trelew, también asesinaron a dos altos oficiales de la Armada y un coronel de Ejército. Luego de las elecciones y antes de la asunción del gobierno democrático, en su última actuación pública, las FAP asesinaron al sindicalista Dirck Kloosterman, de SMATA, a quien acusaban de colaborar con la CIA.

## Tercer peronismo
El peronismo regresaba al gobierno en la forma de una alianza entre sectores de casi todo el espectro político: desde grupos conservadores que lo consideraban el único capaz de garantizar la paz social, hasta la izquierda que planteaba llegar al socialismo a través del peronismo por medio de la acción revolucionaria; pasando por su base electoral más importante, los trabajadores manuales e industriales, que esperaban recuperar a través de él el protagonismo político y aumentar su participación en la distribución de la renta nacional. Los dirigentes sindicales esperaban ver confirmada su autoridad interna, los dirigentes políticos buscaban llegar al gobierno nacional, provincial o local; y también eran numerosos los arribistas, que esperaban obtener poder político y ventajas económicas de la cercanía con Perón. Durante su largo exilio, Perón había sostenido simultáneamente a todos estos grupos, que se unificaban solamente en torno a él, y que no chocaban entre sí porque debían enfrentar a un enemigo común, en forma del oficialismo. Llegado el peronismo al poder, el choque de intereses era inevitable.

### Presidencia de Cámpora

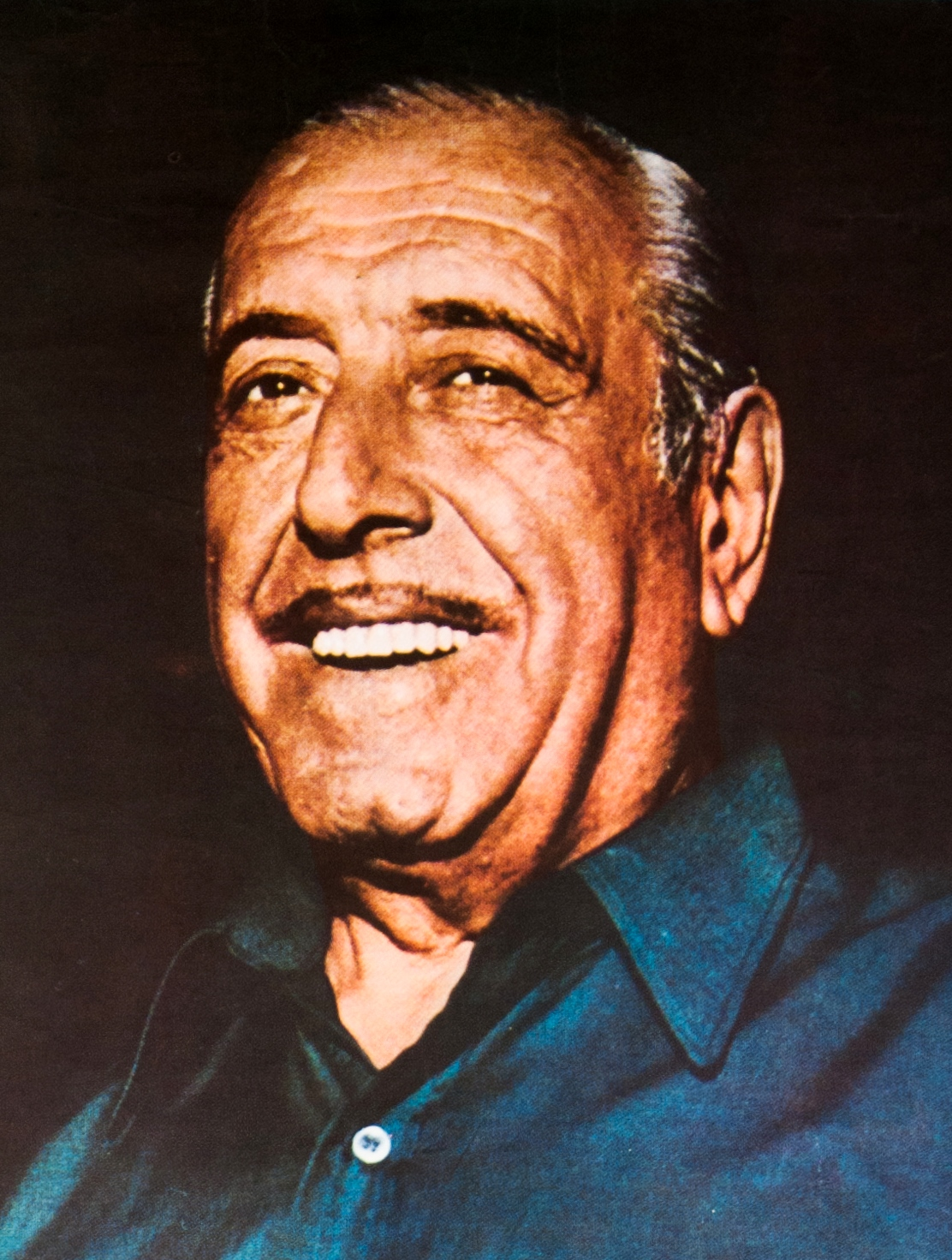
Héctor José Cámpora.

Apenas asumido el nuevo presidente el Congreso, con el consenso de todos los bloques, sancionó una ley de amnistía para todos los presos políticos, incluidos los guerrilleros y militares que hubieran cometidos delitos de gravedad. Pero sin esperar la sanción de la ley, la misma noche en que asumió el gobierno democrático, millares de personas concurrieron a las cárceles para liberar a los militantes detenidos, en un proceso caótico conocido como Devotazo, en el que los guardias llegaron a tener que disparar contra la multitud, causando la muerte de algunos manifestantes. Ante el descontrol de la situación y para evitar una tragedia, esa misma noche, Cámpora dictó el Decreto 11/1973 indultando y disponiendo la liberación inmediata de 372 presos políticos.
La presidencia de Cámpora enfrentó desde su mismo inicio una extrema fragilidad como consecuencia de la anomalía institucional que la originó: Perón lo había propuesto como candidato porque la dictadura había impedido que él pudiera ser elegido presidente. Esta anomalía institucional fue exteriorizada durante la campaña electoral con el lema "Cámpora al gobierno, Perón al poder". Era público en aquel momento que sólo Perón tenía la capacidad de intervenir para pacificar los graves conflictos internos del país, en un contexto internacional altamente polarizado.
El gabinete de Cámpora buscó mantener un equilibrio entre los diferentes sectores del peronismo, especialmente entre Montoneros y sus "frentes de masas" (genéricamente conocidos como "la Tendencia"), por un lado, y los sectores políticos y sindicales de derecha, extrema derecha y moderados, muchas veces conocidos bajo el rótulo de "peronismo ortodoxo".
El gabinete incluía algunos ministros con buenas relaciones con Montoneros, como Taiana en Educación, Righi en Interior, y Puig en Relaciones Exteriores. Como jefe del Ejército fue designado el general Carcagno, quien también tenía buen diálogo con Montoneros. En sentido opuesto el Ministerio de Bienestar Social fue asignado a José López Rega, miembro de la logia ultraderechista y anticomunista italiana Propaganda Due, vinculada a la CIA. El sindicalista de la UOM Otero ocupó el Ministerio de Trabajo. Dos peronistas históricos moderados (Robledo y Benítez) asumieron los ministerios de Defensa y de Justicia. El Ministerio de Economía fue ocupado por José Ber Gelbard, un gran empresario nacional, de la máxima confianza de Perón, que estaba secretamente afiliado al Partido Comunista y tenía excelentes relaciones económicas con el bloque soviético.
La pertenencia a los distintos sectores del peronismo y el conflicto entre los mismos se repitió en los gobiernos provinciales, en las reparticiones públicas y en las universidades.
Mientras que Montoneros suspendió la lucha armada pero sin desarmarse, varios dirigentes derechistas armaron rápidamente una serie de bandas parapoliciales. La más destacada fue el grupo parapolicial armado por Jorge Osinde a pedido del ministro de Bienestar Social José López Rega. Algunos sindicatos también formaron grupos armados para su propia protección, que actuaban en forma independiente, y rápidamente pasaron también a la ofensiva armada.
Cámpora, a través de Gelbard y por mandato de Perón, reanudó las relaciones diplomáticas con Cuba, interrumpidas por el gobierno militar, y comenzó a proveer a ese país de productos alimenticios e industriales para romper el bloqueo estadounidense.
Hacia fines de junio Perón debía volver a la Argentina para instalarse definitivamente en el país. El hecho actualizaba el problema institucional de fondo que impedía la coincidencia del gobierno y del poder político en una sola cabeza. El 16 de junio, Cámpora viajó a Madrid para acompañar a Perón de regreso y cinco días más tarde, Perón debía llegar para instalarse definitivamente a la Argentina.
El 21 de junio una multitud nunca antes vista, de varios millones de personas, se movilizó hacia Ezeiza para recibir a su líder, luego de dieciocho años de exilio. Pero en Ezeiza las diferencias entre los diversos sectores del peronismo salieron a la superficie causando un tiroteo con armas largas que dejó trece muertos y decenas de heridos. El avión que traía a Perón debió aterrizar en otro aeropuerto y la multitud no pudo encontrarse con su líder. La «masacre de Ezeiza» marcó el comienzo del fin de la brevísima presidencia de Cámpora.

### El Pacto Social

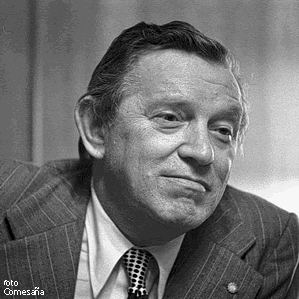
José Ber Gelbard, titular de Economía entre mayo de 1973 y octubre de 1974.

El ministro de Economía de Cámpora fue José Ber Gelbard, fundador de la Confederación General Económica (CGE). Llegó al gobierno con un plan compuesto de veinte proyectos de ley, entre las que se contaban una que limitaba la participación de las mismas en áreas consideradas clave, como la industria pesada y la energía; el comercio de granos y carnes centralizado en el Estado; una Corporación de Empresas Nacionales, que reunía todas las empresas públicas excepto las de interés militar; la suspensión de los desalojos; la represión penal para las defraudaciones fiscales; la Corporación para el Fomento de la Pequeña y Mediana Empresa; el impuesto a la renta potencial de la tierra; la creación del Instituto Nacional de la Vivienda; y la nacionalización de los depósitos bancarios, de modo tal que las decisiones de crédito recaían en el Banco Central.
Dos semanas después de llegar al cargo, firmó con los sindicatos y las patronales el Pacto Social por el que se congelarían los precios y los sueldos después de un inicial aumento de salarios del 20%, y se suspendían las negociaciones colectivas por dos años.

### Renuncia de Cámpora y nuevas elecciones
El 12 de julio, Cámpora y Solano Lima anunciaron públicamente sus renuncias a sus cargos. A día siguiente fue presentada al Congreso Nacional e inmediatamente aprobada.
En su lugar asumió interinamente Raúl Lastiri, presidente de la Cámara de Diputados y de inmediato llamó a elecciones para presidente y vice. Lastiri era yerno del ministro López Rega y como este miembro de la logia ultraderechista Propaganda Due.  
Las nuevas elecciones presidenciales fueron convocadas para el 23 de septiembre. Nadie dudaba que Perón ganaría las elecciones holgadamente, pero su salud estaba tan deteriorada que era de conocimiento general en el ámbito político, que probablemente moriría durante su mandato. Por lo tanto la definición de la candidatura vicepresidencial era de máxima importancia. Perón, consciente de su estado de salud, no quería una fórmula peronista. Hasta último momento intentó concretar la fórmula Perón-Balbín, de unidad peronista-radical y de "reconciliación nacional", que pudiera aportar estabilidad política a un país que venía de dieciocho años de inestabilidad bajo el poder militar, hasta quedar en estado de insurrección masiva y fuertemente tensionado por serios conflictos cruzados, internos y externos. Y para agravar aún más la posibilidad de preservar la democracia, los golpes de Estado realizados ese mismo año en Uruguay y en Chile, habían dejado a la Argentina rodeada de dictaduras militares.
Pero las oposiciones internas en los respectivos partidos bloquearon la posibilidad. En el peronismo, la candidatura de Balbín era apoyada por Montoneros, pero fue rechazada por la rama sindical. En el radicalismo Balbín era partidario de la fórmula conjunta, pero el alfonsinismo prefería "profundizar una tendencia opositora que consideran electoral y políticamente remunerativa".
La falta de apoyo para la fórmula «Perón-Balbín» dejó la fórmula «Perón-Perón», junto a María Estela Martínez, conocida cariñosamente como "Isabel", como la única que reunía suficiente consenso. Cuenta el entonces ministro del Interior Benito Llambí, que cuando el Consejo Metropolitano del peronismo, consagró por su cuenta la fórmula Perón-Perón, el viejo líder expresó su desacuerdo de este modo:

¡No podemos cometer el mismo error que en 1951! Y además no tengo salud y es muy posible que no termine mi período presidencial. No quiero dejar a Isabel expuesta a semejante situación.
Juan Domingo Perón

En las elecciones del 23 de septiembre, Perón triunfó con más del sesenta por ciento de los votos.

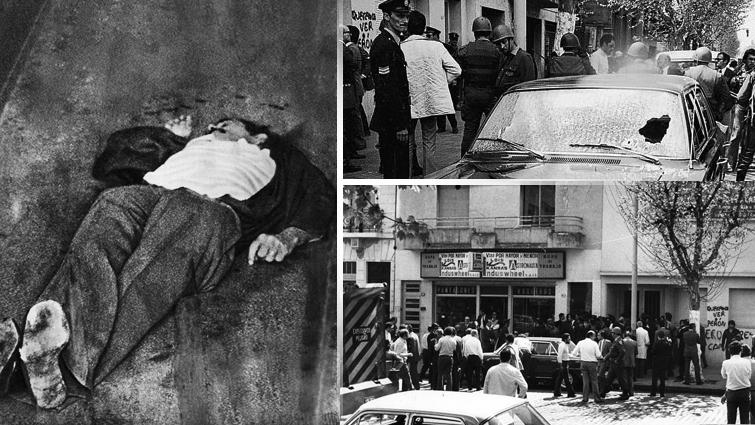
El asesinato de José Ignacio Rucci sucedió el 25 de septiembre de 1973.

La escalada de la violencia política era visible. Pocos días antes, el 6 de septiembre, el ERP ocupó el Comando de Sanidad en la Capital y causando la muerte de un oficial superior del Ejército; fue derrotado, y todos los combatientes fueron arrestados, incluidos cuatro indultados del 25 de mayo. 
Dos días después de las elecciones, fue asesinado por un comando el secretario general de la CGT José Ignacio Rucci, que Montoneros se atribuyó dos años después. Los análisis de este crimen están de acuerdo en que se trató de un hecho decisivo, que perjudicó tanto a Perón -que perdió a su hombre de confianza en el movimiento sindical, con el que no tenía una buena relación-, como a la Tendencia enfrentándola definitivamente con Perón y aislándola del resto del peronismo. El 1 de octubre el Consejo Superior Peronista presidido por Perón, aprobó por unanimidad una orden reservada, en la que consideraba que el asesinato de Rucci era parte de una "guerra" desencadenada "por los grupos marxistas terroristas y subversivos", que debía ser enfrentada atacando "al enemigo en todos los frentes y con la mayor decisión", utilizando para ello "todos (los medios) que se consideren eficientes".

### Tercera presidencia de Perón

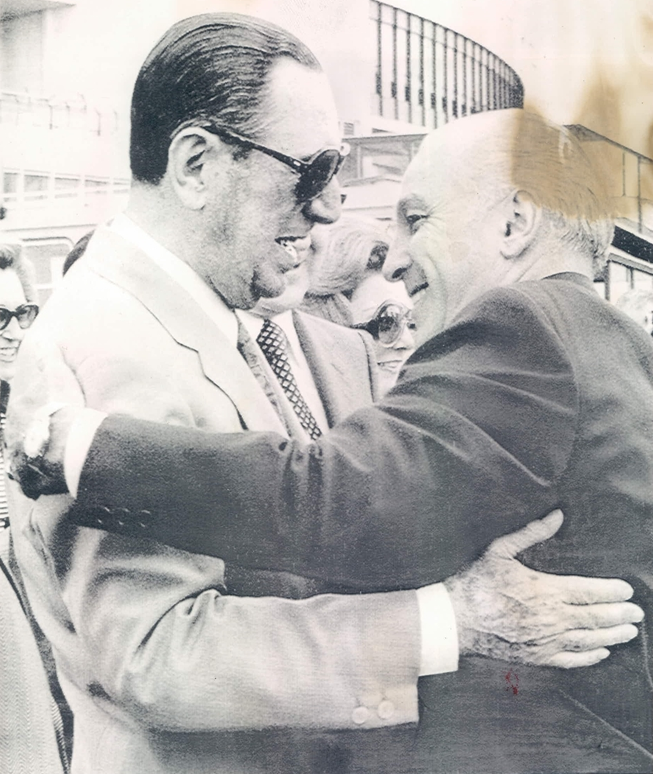
Perón y José López Rega; el Ministro de Bienestar Social.

Perón llegó al gobierno con una imagen de conciliador, pensando que esto le permitiría arbitrar entre todas las partes en disputa; los gestos de acercamiento a la UCR indicaban la voluntad de pacificar también las relaciones políticas.
Al momento de asumir su tercera presidencia, el 12 de octubre de 1973, la situación internacional había cambiado dramáticamente, respecta del momento en que asumió Cámpora, apenas cuatro meses antes:
- El 27 de junio de 1973 se produjo el golpe de Estado en Uruguay que estableció una dictadura de tipo permanente en el vecino país, amparada por Estados Unidos como parte de su estrategia en la Guerra Fría.
- El 11 de septiembre de 1973 se produjo el Golpe de Estado en Chile que estableció una dictadura de tipo permanente en el vecino país, también amparada por Estados Unidos como parte de su estrategia en la Guerra Fría. Argentina quedó como único país democrático en la región, rodeado de dictaduras.
- El 6 de octubre de 1973 Egipto y Siria atacaron a Israel dando origen a la Crisis del petróleo de 1973 poniendo fin al modelo keynesiano, para abrir las puertas al modelo de la Escuela de Chicago liderada por Milton Friedman, conocido como neoliberalismo.

Perón optó entonces por apoyarse en los sindicatos y el plan económico de Gelbard, basado en el pacto social, con el fin de quedar en una posición central entre la izquierda y la derecha.
Mantuvo el gabinete sin cambios (Lastiri había reemplazado a dos ministros cercanos a la "Tendencia") y se apoyó fundamentalmente en Gelbard (un empresario que priorizaba las relaciones con el bloque comunista) y López Rega (miembro de la logia anticomunista Propaganda Due) para sus decisiones, Preservó la política educativa y universitaria progresista y la orientación tercermundista de las relaciones internacionales iniciada por Cámpora, firmando un histórico tratado de límites con Uruguay. Durante su gobierno la inflación y la desocupación bajaron notablemente. Por un tiempo convivió con los gobernadores con vínculos en la izquierda, aunque Juan Manuel Irrazábal, de Misiones, murió en un accidente aéreo por demás sospechoso en noviembre de 1973. El 19 de enero siguiente, el ERP intentó copar un regimiento en Azul; aunque la operación resultó un fracaso, el presidente culpó al gobernador bonaerense Oscar Bidegain de tolerancia y convivencia con sectores extremistas en varios discursos. Ante la presión de miembros de su propio gobierno, el gobernador optó por renunciar el 24 de enero, siendo reemplazado por el sindicalista Victorio Calabró. También en Córdoba, el gobernador Ricardo Obregón Cano fue víctima de un golpe de Estado policial, y en febrero la provincia fue intervenida por ley del Congreso Nacional.
Los grupos liderados por López Rega y el comisario Alberto Villar -designado por Perón como jefe de la Policía Federal-, organizados como Alianza Anticomunista Argentina (Triple A) se lanzaron a la acción directa contra aquellas personas que consideraban "comunistas" o "marxistas"; incluyó atentados con bombas o a tiros contra varios dirigentes y militantes, así como contra las sedes de sus organizaciones. Su primer atentado fue contra el senador radical Hipólito Solari Yrigoyen. Ya a fines de 1973, se había realizado una lista de posibles víctimas de los comandos de derecha; en ellas figuraban sindicalistas combativos, líderes políticos, sacerdotes, empresarios, periodistas, artistas e intelectuales sospechosos de tener tendencias izquierdistas ("zurdos").
El peronismo revolucionario no rompió abiertamente con Perón, por lo que culparon a su entorno por una política que no compartían. En el acto del 1 de mayo, Montoneros ocupó el lugar central en el festejo del 1.º de mayo, reclamando porque "está lleno de gorilas el gobierno popular". Perón los tildó de "estúpidos que gritan" e "imberbes" y reclamó que se dejara lugar a los sindicalistas, que habían luchado durante los 18 años de la exclusión del peronismo; la Tendencia abandonó la Plaza de Mayo.
El 11 de mayo, el padre Carlos Mugica, del Movimiento de Sacerdotes para el Tercer Mundo, que se identificaba con el peronismo de izquierda y llevaba años predicando y trabajando como cura villero, fue acribillado a su salida de una misa.
A principios de junio, Perón hizo un viaje al Paraguay –a devolver los trofeos de la guerra de la Triple Alianza– del que volvió engripado por una ceremonia bajo la lluvia; el 12 de ese mes hizo algunas declaraciones en el sentido de que podría renunciar. La CGT movilizó inmediatamente a los trabajadores en un acto gigantesco, mostrando que podía ocupar el espacio que habían dejado los Montoneros: fue el último acto público al que asistió Perón.
La salud de Perón decayó rápidamente, y falleció el 1 de julio por un paro cardíaco; su viuda asumió inmediatamente la presidencia. Durante su funeral desfilaron más de un millón de militantes y simpatizantes peronistas; no hubo disturbios.

### La «primavera» económica
Los primeros meses de aplicación del programa de Gelbard fueron muy alentadores: el PBI aumentó significativamente junto con los salarios reales, se revirtió el déficit en la balanza de pagos y disminuyó drásticamente la inflación. Además de las bondades intrínsecas del acuerdo, la coyuntura era especialmente favorable, ya que a fines de 1973 se alcanzaron precios récord para las exportaciones agropecuarias, combinados con una muy buena cosecha. Por otro lado, la llegada de Perón al gobierno, conservando en su cargo a Gelbard, dio una gran confianza a todas las partes en que se obligaría a todos a cumplir el Pacto.
La producción de artículos de consumo creció mucho más que la de artículos durables y bienes de capital. El porcentaje de productos manufacturados sobre el total de exportaciones –que aumentó considerablemente– fue el más alto de la historia nacional hasta ese momento.
No obstante, la «primavera» duró muy poco: la crisis del petróleo estallada en el mes de agosto encareció enormemente el combustible para uso interno y generación de energía, y también los costos de los insumos importados y de los costos de exportar. El plan comenzó a mostrar sus falencias a partir de diciembre, cuando el aumento de costos obligó a algunas empresas a aumentar sus precios; por un tiempo, las que no dependían de combustibles importados absorbieron parte del aumento de costos, pero pronto también les resultó imposible y las violaciones al Pacto Social se multiplicaron. Para empeorar las cosas, el Mercado Común Europeo prohibió la importación de carnes argentinas.
Ante la reaparición de la inflación, los sindicatos comenzaron a pedir algún reajuste de salarios, aunque no quisieron enfrentar a Perón, por lo que no hubo aumentos masivos. El presidente logró la sanción de una Ley de Asociaciones Profesionales que favoreció a los sindicatos nacionales en desmedro de las regionales, que incluían a los sectores más combativos. En marzo de 1974, el gobierno se vio obligado a negociar nuevamente y reformular el pacto, aceptando algunos aumentos de precios y salarios, otorgando subsidios a muchas empresas y subsidiando también la compra de divisas para las empresas importadoras.

### Isabel Perón

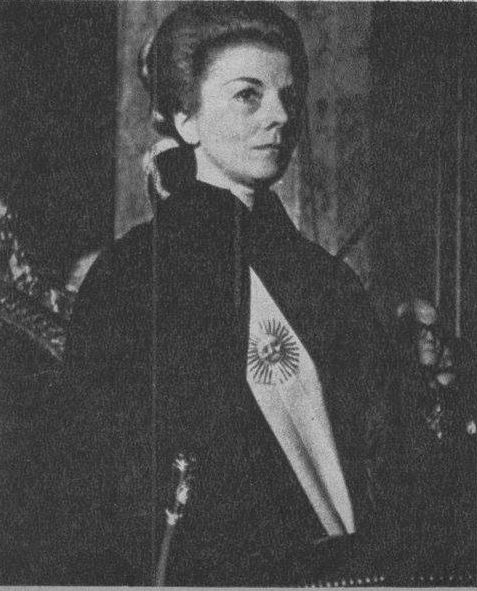
María Estela Martínez de Perón, tercera esposa de Perón y Presidenta de la Nación tras la muerte del mismo (1974-1976).

Con la llegada de María Estela Martínez de Perón («Isabel») se completó el giro a la derecha del gobierno; sometida en todo a la influencia de López Rega, este llevó adelante una política de persecución a sus enemigos, tanto internos como ajenos al peronismo. La provincia de Mendoza ya había sido intervenida, y los otros dos gobernadores con vínculos con la "tendencia", Jorge Cepernic de Santa Cruz y Miguel Ragone de Salta fueron también desplazados por intervenciones federales.
El ministro de Educación Jorge Alberto Taiana fue desplazado y en su lugar fue nombrado Oscar Ivanissevich, con la "misión" de "limpiar la universidad" de "marxistas" y "comunistas". Funcionarios francamente derechistas fueron nombrados en cargos públicos de importancia, y Alberto Ottalagano, de conocida orientación fascista, fue nombrado interventor de la Universidad de Buenos Aires, luego de que una bomba colocada por la Triple A, destruyera la casa del anterior rector, Raúl Laguzzi, asesinando a su hijo de pocos meses. Ottalagano y otros rectores, recurrieron a varias agrupaciones anticomunistas, que colaboraban con la Triple A. Durante su gestión fueron despedidos quince mil docentes, acusados de subversión. Muchos de ellos fueron contratados por universidades europeas, norteamericanas, brasileñas y mexicanas.
Como contracara de las relaciones con Cuba iniciadas por Cámpora, López Rega –aún en vida de Perón– inició relaciones diplomáticas y comerciales con Libia, gobernada por Muamar el Gadafi.
Los grupos parapoliciales de López Rega y las integrantes de los grupos terroristas sindicales, policiales, militares y nacionalistas, se unificaron definitivamente en la Alianza Anticomunista Argentina (Triple A), que continuó la acción terrorista, organizada y financiada desde el Ministerio de Bienestar Social, con un crédito de Estados Unidos para la lucha contra el narcotráfico. Entre sus víctimas se contaron el diputado Rodolfo Ortega Peña, el exjefe de policía Julio Troxler, el politólogo Silvio Frondizi y cientos de personas más (entre 650 y 1500 asesinatos). Solo en el año 1974, cuarenta y tres personas fueron detenidos y desaparecidos por la Triple A o por la policía. Al año siguiente, ese número se multiplicaría por nueve.
En septiembre de 1974 el Congreso Nacional sancionó la Ley de Contrato de Trabajo, una de las leyes laborales más progresistas de la historia argentina, un tercio de la cual sería modificada en perjuicio de los derechos laborales por la dictadura. Raimundo Ongaro reorganizó la CGT de los Argentinos –creada durante el gobierno de Onganía y desactivada durante la presidencia de Cámpora– para lanzar una serie de huelgas y ocupaciones de fábricas. La violenta respuesta de la Triple A, que incluyó tiroteos y asesinatos selectivos, aconsejó a los propios trabajadores desistir de ese tipo de huelgas. Otros dirigentes, como René Salamanca, optaron por defender al gobierno frente a los preparativos de un golpe de Estado que parecía inminente, pero también previniendo contra el entorno de la presidenta.
Por su parte, en septiembre Montoneros anunció su pase a la clandestinidad y el retorno a la lucha armada. No obstante, tras su apogeo a mediados de 1973, la organización había perdido gran cantidad de sus seguidores, y la expulsión de Plaza de Mayo había disminuido enormemente el apoyo entre los jóvenes que no estaban dispuestos a combatir personalmente; la clandestinidad completó el proceso, y Montoneros volvió a ser solamente una banda armada. Su golpe más exitoso fue el secuestro de los hermanos Born, por el que cobraron sesenta millones de dólares. En la primera mitad de 1975 lanzaron centenares de operativos, desde acciones de propaganda hasta asesinatos.
El ERP había incrementado sus operaciones en vida de Perón, logrando instalar una guerrilla rural en Tucumán, donde habían logrado ocupar la localidad de Acheral. En agosto robó gran cantidad de armamento de la Fábrica Militar de Río Tercero, y fracasó en ocupar la provincia de Catamarca, hecho que terminó con la masacre de Capilla del Rosario. Varios oficiales fueron asesinados en represalia en numerosos atentados, pero el asesinato del capitán Humberto Viola generó un enorme descrédito entre sus propios aliados, ya que también costó la vida de su pequeña hija.
No obstante, el ERP se concentraba en las selvas tucumanas, lo que llevó en febrero de 1975 al inicio del Operativo Independencia por parte del Ejército Argentino. Durante un tiempo, López Rega había convencido a las Fuerzas Armadas de mantenerse al margen de la "lucha contra la subversión", pero los ataques a instalaciones militares y el establecimiento de la guerrilla rural hicieron esa política inviable. El 5 de febrero, la presidenta firmó un decreto ordenando al Ejército "neutralizar y/o aniquilar el accionar de elementos subversivos que actúan en la provincia de Tucumán."
Tras una primera etapa en que el Ejército tomó la iniciativa y fue repetidamente derrotado por medio de emboscadas, la guerrilla pasó a la ofensiva; como resultado se produjeron algunos combates en los que el Ejército derrotó repetidamente a los guerrilleros, causándoles alrededor de 20 muertos, contra unos 8 muertos propios. Montoneros envió en ayuda del ERP una pequeña cantidad de combatientes, la mayor parte de los cuales fueron muertos en combate.
Simultáneamente, el Ejército aplicó una política de terrorismo de Estado en la provincia, que abrió una persecución generalizada de sindicalistas, militantes estudiantiles, políticos locales, artistas e intelectuales, que involucraron el secuestro, tortura y asesinato de miles de personas señaladas como «izquierdistas», «populistas» o «subversivas». La Comisión Investigadora de las Violaciones a los Derechos Humanos de Tucumán informó que el 75% de los desaparecidos en Tucumán fueron trabajadores rurales de la caña y la industria azucarera, así como peones y obreros de la construcción.

### «Rodrigazo» y caída de López Rega

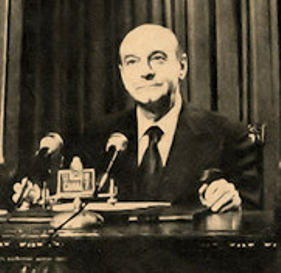
Celestino Rodrigo, ministro de Economía de Isabel Perón en 1975.

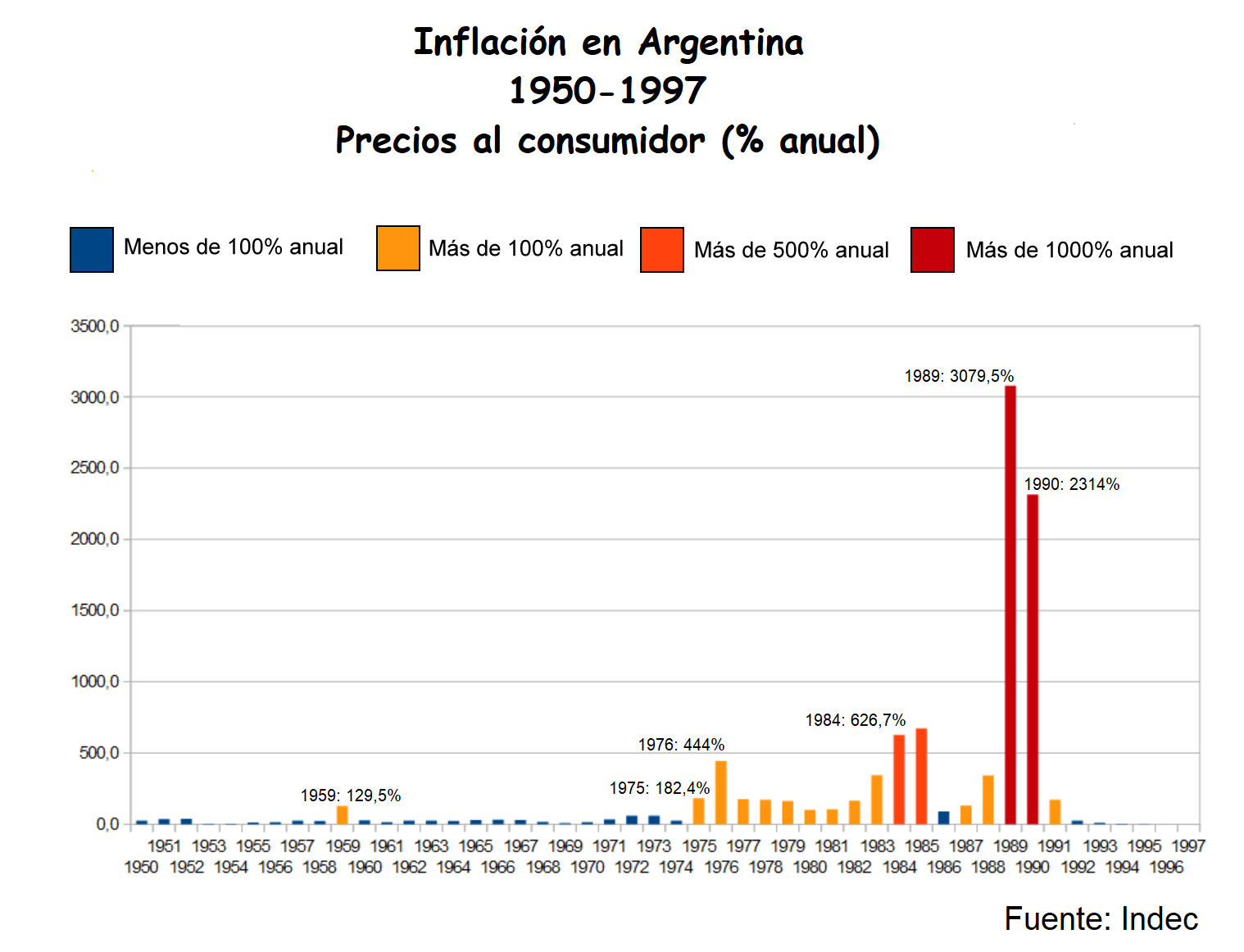
El Rodrigazo marcó el inicio de un período de muy altas tasas de inflación, superiores al 100%, que se extendió durante 16 años, hasta 1991.

Tras la muerte de Perón, el pacto social se derrumbó rápidamente. Comenzó la existencia de un mercado negro y el desabastecimiento de productos esenciales. Desaparecieron de los estantes de almacenes y góndolas de almacenes y supermercados productos básicos como el aceite y el azúcar.
En septiembre, tras la evidencia del fracaso del proyecto de Gelbard, la presidenta lo desplazó y llamó para reemplazarlo a Alfredo Gómez Morales, que llevó adelante una política ortodoxa: principalmente devaluó la moneda nacional, llevando el dólar de $10 a $15 por unidad, lo que llevó a un rápido aumento de la inflación. Pero, amparándose en el ya abandonado Pacto Social, rechazó todo aumento de salarios. Esto causó una pérdida del poder adquisitivo de los salarios, y la baja de la participación de los mismos en el total del Producto Bruto Interno. También amplió la "brecha cambiaria", esto es, la diferencia entre el valor nominal de las monedas extranjeras para las operaciones que se hacían con el Estado y el valor real de las mismas en el mercado de divisas.
Mientras las ganancias de las empresas se recuperaban, el conjunto de la economía nacional continuó estancándose, mientras la presión de la CGT para obtener aumentos de sueldos se hacía cada vez más evidente. Por su parte, la política de Gómez Morales no parecía suficientemente regresiva para el todopoderoso ministro López Rega, que terminó por exigirle la renuncia, que Gómez Morales presentó el 2 de junio.
En su lugar fue nombrado Celestino Rodrigo, hombre de López Rega, que aplicó inmediatamente una terapia de shock basada en los nuevos principios neoliberales, que la población llamó el "Rodrigazo": devaluó el peso en más de un 150% en relación con el dólar; aumentó las tarifas de todos los servicios públicos y transporte en un promedio del 100%; aumentó el precio de los combustibles hasta en un 180%; y anunció el futuro aumento de los salarios en dos pasos, uno del 38% y otro del 40%. El resultado en la economía fue inmediato: la inflación se descontroló, alcanzando al 21% solo en el mes de junio; en los dos meses siguientes, alcanzaría el 35% y el 24% mensuales.
La CGT exigió un aumento general de salarios del 70% y la homologación de los convenios colectivos, declarando una huelga general con movilizaciones que ocuparon el centro de Buenos Aires, coreando consignas contra la presidenta en la Plaza de Mayo. Los líderes de la CGT, Casildo Herrera, y de las 62 Organizaciones, Lorenzo Miguel, se pusieron al frente de los reclamos y apuntaron contra López Rega.
Las manifestaciones afectaron tanto a Rodrigo como a su mentor, López Rega, que renunció al ministerio el 11 de julio; la presidenta lo nombró ministro plenipotenciario en España. Seis días más tarde también presentó la renuncia el ministro Rodrigo.
El 19 de julio, un oficial del Regimiento de Granaderos a Caballo descubrió un enorme arsenal en los sótanos del Ministerio de Bienestar Social, y enseguida el Regimiento reforzó las custodias de la Casa Rosada y la Quinta presidencial de Olivos. Cuando un grupo de la Triple A intentó ingresar a la residencia presidencial, fue rodeado y desarmado por los granaderos. Ese mismo día López Rega voló a España. La Triple A sin embargo siguió operando, alcanzando las cifras de asesinatos mensuales más altas, y sus operaciones se fueron progresivamente integrando a los grupos de tareas bajo dependencia directa de las Fuerzas Armadas, que tendrían un destacado papel en los crímenes de la dictadura.

### Vísperas del golpe
Luego de la caída de López Rega, el poder político quedó en manos de la CGT, los parlamentarios justicialistas y los gobernadores, limitados cada vez más por las facultades represivas asignadas a las Fuerzas Armadas, controladas cada vez más por el dúo Videla-Viola. Un putch realizado el 26 de agosto de 1975, colocó como comandante en Jefe del Ejército, a Jorge Rafael Videla, un militar colorado (antiperonista) y "prescindente", que lideraba el grupo golpista con el visto bueno de la embajada de Estados Unidos. Hubo un recambio masivo de ministros y Antonio Cafiero asumió en Economía. Su política económica tuvo efectos positivos, al menos en comparación con la de sus antecesores: la inflación bajó al 8% mensual en noviembre y el PBI al menos detuvo su caída, pero al precio de aumentar la deuda externa, que pasó de algo menos de 8000 millones a fines de 1975 a 9149 a diciembre de 1975.
En septiembre, la presidenta pidió licencia por razones de salud y el senador Ítalo Luder asumió la presidencia provisional. Luder reforzó el poder de los militares y sancionó a su pedido, los tres decretos que extendían a todo el país la orden de "aniquilar" el accionar guerrillero: creaba un Consejo Nacional de Defensa controlado por las Fuerzas Armadas, y ponía a las policías nacionales y provinciales a órdenes de aquellas. Una de las primeras decisiones del Ejército fue militarizar el país en cinco zonas, dentro de las cuales cada comandante de cuerpo tenía autonomía para ordenar las acciones represivas que considerara necesarias, entre ellas el establecimiento de centros clandestinos de detención y tortura. Luder anunció también que se adelantarían las elecciones previstas para marzo de 1977, las cuales se celebrarían en la segunda mitad de 1976.
En octubre Isabel Perón volvió a hacerse cargo de la presidencia y decidió no adelantar las elecciones (luego las adelantaría para octubre de 1976), ni renunciar, ni permitir que fuera sometida a juicio político, aferrándose estrictamente a la legalidad constitucional, en un contexto nacional e internacional en el que los respaldos que podía recibir el gobierno eran cada vez más escasos. La excelente relación de Perón con el radicalismo balbinista se había esfumado, y los principales periódicos comenzaron a anunciar –e incluso exigir– que las Fuerzas Armadas tomaran nuevamente el poder. El gobernador de la provincia de Buenos Aires, el sindicalista ortodoxo Victorio Calabró, de excelentes relaciones con el dúo Videla-Viola, decidió abrir un "bloque antiverticalista" para enfrentarse a Isabel Perón y operar para promover su caída.
En el segundo semestre de 1975, Montoneros y el ERP realizaron una gran cantidad de operativos y atentados. En agosto, Montoneros colocó un centenar de bombas en distintos puntos del país en ocasión del tercer aniversario de la Masacre de Trelew y realizó la Operación Gardel derribando un avión militar en Tucumán, que causó la muerte de seis gendarmes; en septiembre le causó daños a la fragata misilística ARA Santísima Trinidad (D-2) y en octubre se enfrentó por primera vez con el Ejército al atacar al Regimiento de Infantería de Monte 29 en Formosa, con un resultado que contribuyó a unificar al Ejército detrás del grupo golpista. El ERP sufrió grandes pérdidas en Tucumán, y en diciembre atacó el Batallón de Arsenales de Monte Chingolo, donde murieron alrededor de 100 guerrilleros. Al iniciarse el año 1976 continuaron los ataques, aunque más espaciados por la sangría que había disminuido drásticamente su número de combatientes.
La Alianza Anticomunista Argentina, ya bajo el control pleno de las Fuerzas Armadas, alcanzó su pico de asesinatos mensuales: 50 asesinatos en octubre y 109 asesinatos en diciembre de 1975. Si en los doce meses anteriores a la muerte de Perón, la Triple A había matado a 30 personas, en los dieciocho meses de la presidencia de Isabel Perón, el terrorismo de Estado asesinó a un mínimo de 614 personas y un máximo de 1500.
A fines de 1975, el gobierno adelantó las elecciones presidenciales para octubre de 1976. Conscientes de que el golpe de Estado estaba en plena preparación, los legisladores peronistas se dividieron en dos sectores: los verticalistas sostenían que la única posibilidad de llegar a las elecciones de octubre, era respetar la institucionalidad que representaba Isabel Perón, mientras que otro sector, liderado por Luder, era partidario de la renuncia de la presidenta y su reemplazo por un civil -el propio Luder- o un militar retirado con apoyo militar. El radicalismo, por su parte, liderado por Fernando de la Rúa, era partidario remover a la presidenta Perón mediante un juicio político, que fue rechazado en bloque por la bancada justicialista mayoritaria. El 18 de diciembre, el brigadier Jesús Cappellini, hombre leal a Videla, lideró un ensayo de golpe de Estado, con el fin de hacer caer al comandante en jefe de la Aeronáutica, brigadier Héctor Fautario, último de los mandos militares que no aceptaba formar parte del grupo golpista y "último sostén" militar del gobierno constitucional. La caída de Fautario y su reemplazo por Agosti, terminó de conformar la cúpula golpista.
La decisión estratégica del grupo golpista fue "desangrar" al gobierno constitucional, pero sin derrocarlo de inmediato, de modo de agotar toda posibilidad de una alternativa política-constitucional, llevando a cabo en simultáneo, una amplia operación psicológica y mediática que generara en la población el convencimiento de que el golpe era una "fatalidad". En noviembre el Partido Justicialista expulsó al gobernador antiverticalista Calabró y en diciembre la presidenta elaboró un decreto para intervenir la provincia de Buenos Aires.
Dicha intervención provincial y la remoción de Calabró, fue tomada por los tres comandantes, como una declaración de guerra. El 29 de diciembre, el triunvirato golpista envió al vicario castrene monseñor Adolfo Tortolo, a transmitir a la presidenta la intimación innegociable a renunciar. Isabel se reunió con los tres comandantes el 5 de enero de 1976, quienes ratificaron la intimación militar para que renuncie. Isabel rechazó el pedido de renuncia, ratificó la necesidad de preservar la institucionalidad constitucional hasta las elecciones presidenciales que deberían realizarse en octubre y buscó la protección del Vaticano, recurriendo al nuncio Pío Laghi -miembro al igual que Massera de la logia Propaganda Due-, quien a su vez se entrevistó con el embajador de Estados Unidos, Robert Hill, uno de los principales apoyos del dúo Videla-Viola. En esa reunión, entre la presidenta y los tres comandantes, se definió la suerte del gobierno constitucional.  
El 9 de febrero el periodista político más conocido del país Bernardo Neustadt cerró su programa Tiempo Nuevo mirando fijamente a la cámara y exigiéndole la renuncia a la presidenta:

Señora, ¿por qué no se hace un favor a usted misma y nos lo hace a todos? ¡Libérese! ¡Deje la presidencia para que asuma alguien más capacitado!
Bernardo Neustadt

El 17 de febrero el jefe de los servicios de inteligencia, el general Otto Paladino, volvió a presionar a Isabel para que renuncie, con el argumento de que en caso contrario va a "correr mucha sangre". Isabel le transmitió entonces a su ministro de Defensa, la razón de fondo de su postura:

Vea doctor, yo no renuncio ni aunque me fusilen. Porque renunciar acá sería convalidar lo que va a venir después.
María Estela Martínez de Perón

Simultáneamente dos grupos de empresarios, el grupo Perriaux y el grupo de José Alfredo Martínez de Hoz, venían elaborando el plan económico para la futura dictadura y organizando a las principales organizaciones empresariales para descontrolar las variables económicas, e inducir el caos. La inflación trepó en enero de 1976 a casi el 20% mensual, causando la renuncia de Cafiero y en marzo alcanzaría el 54%, lo que técnicamente constituía el inicio de la hiperinflación.
En agosto de 1975 Martínez de Hoz había colocado en "asamblea permanente" (Asamblea Permanente de Entidades Gremiales Empresarias), a las mayores cámaras empresariales. El 18 de febrero de 1976, la APEGE realizó un paro patronal paralizando completamente el país, que ha sido visto como el antecedente más inmediato del golpe. Para entonces los tres comandantes funcionaban de hecho como un gobierno paralelo a las autoridades constitucionales.

## Proceso de Reorganización Nacional

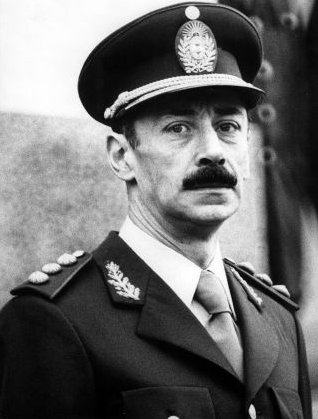
Jorge Rafael Videla, autor material del golpe de estado de 1976 y primer "presidente" del Proceso.

El 24 de marzo de 1976, poco después de medianoche, la presidenta María Estela Martínez de Perón fue arrestada, mientras una junta militar anunciaba que tomaba el poder, disolvía el Congreso, reemplazaba a todos los miembros de la Corte Suprema e intervenía todas las provincias. Ese mismo día fueron asesinadas decenas de personas, entre ellas el militar peronista Bernardo Alberte, el sindicalista René Salamanca y el también sindicalista docente Isauro Arancibia, quien defendió con las armas, junto a su hermano, la toma del sindicato por una patota militar.
La expresidenta estuvo detenida durante más de cinco años, y fue enjuiciada por malversación de fondos públicos. Las autoridades constitucionales fueron reemplazadas por una Junta Militar de Gobierno formada por Jorge Rafael Videla(Ejército), Emilio Eduardo Massera (Marina) y Orlando Ramón Agosti (Fuerza Aérea}. Tras cinco días durante los cuales la Junta ejerció el gobierno, Videla fue nombrado "presidente de la Nación", con la suma de las facultades ejecutivas y legislativas, incluyendo el poder de aniquilar a los opositores.
El gobierno dictatorial desplazó a los integrantes de la Corte Suprema de Justicia y a los gobernadores e intendentes de todo el país. Centenares de miembros del gobierno fueron arrestados. Los cargos en el gabinete, las gobernaciones de provincia y prácticamente cada nivel de administración fueron repartidos en partes iguales entre las tres armas y los grupos civiles que formaron parte de la conspiración golpista. Como ya había sucedido en 1966, el nuevo gobierno no se consideró provisional, anunció que tenía objetivos y no plazos, y se dispuso a modificar por completo la política, la sociedad y la economía nacionales.
Algunas de las principales asociaciones empresarias como la Sociedad Rural Argentina y la Asociación de Bancos (Adeba), así como algunas grandes empresas como Ford, Mercedes Benz, el diario Clarín, el diario La Nación, el diario La Nueva Provincia, la editorial Atlántida, el Ingenio Ledesma, Techint, Bunge y Born, Acindar, la minera El Aguilar, apoyaron activamente el golpe de Estado y en algunos casos formaron parte del gobierno y de la represión. Lo mismo hicieron varios periodistas y comunicadores de primer nivel como Mirtha Legrand, Mariano Grondona, Bernardo Neustadt, José Claudio Escribano, Chiche Gelblung, José María Muñoz y Joaquín Morales Solá. Dirigentes de algunos partidos políticos también fueron funcionarios de la dictadura, como el líder socialista Américo Ghioldi y el líder demócrata progresista Rafael Martínez Raymonda.
Los principales medios de comunicación apoyaron activamente el golpe, mientras otros consideraron prudente no incomodar a la dictadura.
Historiadores como María Sáenz Quesada han sostenido que mientras miles de políticos, intelectuales y artistas huyeron del país, la mayoría de la población que se quedó aceptó  "mansamente" la dictadura, "como precio por la recién ganada tranquilidad". Por su parte, el historiador Luis Alberto Romero dice que solo al final del Proceso, la mayoría de la población se vería obligada a reconocer que haber cedido a la dictadura la iniciativa de tomar todas las decisiones políticas había desembocado en un desastre económico, humano, social y moral mucho mayor que el que el golpe de Estado se había propuesto eliminar.
Discrepando con los anteriores, otros analistas han destacado que por primera vez, ninguno de los principales partidos políticos apoyó explícitamente el golpe. Mariana Caviglia señala que la dictadura sometió a la población a un régimen de terror sistemático, de alcance continental, que produjo la paralización y la incapacidad de hablar y recordar de amplios sectores, especialmente en la clase media, agravado por el hecho de estar amparada activamente por Estados Unidos,  la indiferencia de Europa y la complicidad de los medios. 
Por otra parte, Argentina registra desde el primer momento un nivel de resistencia muy superior, comparativamente, al que se registró en los países vecinos, por medio de las organizaciones sindicales, guerrilleras, de derechos humanos, y el peronismo y otros agrupamientos políticos, como el Movimiento de Renovación y Cambio de la UCR, el Partido Intransigente, el Partido Socialista Popular, el Partido Comunista Revolucionario y Partido Socialista de los Trabajadores.

### Terrorismo de Estado y genocidio
La dictadura estableció una estructura clandestina para la represión de los opositores y "aniquilación de subversivos", que incluía "grupos de tareas", secuestros y desapariciones forzadas, centros de detención y tortura clandestinos, mecanismos ilegales para asesinar personas y disponer de sus cadáveres, instalaciones médicas secretas para atender partos de detenidas-desaparecidas y suprimir las identidades de los niños nacidos en cautiverio, desinformación a través de los medios de comunicación, coordinación con las gerencias de recursos humanos de las grandes empresas para la delación de opositores y sindicalistas, etc.
Decenas de miles de personas fueron detenidas, torturadas, sexualmente abusadas y asesinadas. Durante un tiempo, el gobierno informaba a la población que se habían producido "bajas" causadas "al enemigo", presentándolas siempre como caídos en "enfrentamientos", aun cuando en su enorme mayoría se trataba de asesinatos de personas desarmadas o de prisioneros. Posteriormente, las Fuerzas Armadas encontraron más conveniente afirmar que la guerra había terminado, por lo cual dejaron de informar de las muertes, y procedieron a la eliminación de los cadáveres, enterrándolos en fosas comunes o arrojándolos al mar desde aviones militares. Pasaron a ser "desaparecidos". Entre los principales centros clandestinos de detención se pueden mencionar la Escuela de Mecánica de la Armada (ESMA) y el Garage Olimpo en la ciudad de Buenos Aires; El Campito, El Vesubio, el Pozo de Banfield en la provincia de Buenos Aires; y La Perla en la provincia de Córdoba.
La aplicación sistemática de métodos criminales ha sido considerada como un caso de terrorismo de Estado, también conocido como «guerra sucia». Organizaciones de derechos humanos, partidos políticos, fallos judiciales y especialistas han considerado que los asesinatos masivos constituyeron un genocidio.
El número exacto de desaparecidos no ha sido establecido: Las Madres de Plaza de Mayo, las Abuelas de Plaza de Mayo y el Servicio Paz y Justicia estiman la cantidad en unos 30 000; la CONADEP documentó 8 961 casos, mientras que documentos oficiales desclasificados de los Estados Unidos mencionan que los servicios de inteligencia sudamericanos tenían una lista de 22.000 muertos identificados en Argentina entre 1975 y 1978. En cualquier caso, el número sobrevivientes de los centros clandestinos de detención, de los detenidos, los arrestados sin juicio, los abusados sexulmente y los torturados fue muy superior, ya que una parte de ellos retornó a la vida pública después de un tiempo de privación de la libertad; hubo algunos detenidos que llegaron a estar siete años presos. A ellos debe sumarse un número también indeterminado de niños desaparecidos, a muchos de los cuales se les suprimió la identidad; hasta julio de 2023 se había restituido la identidad de 133 personas.
El informe Nunca Más contiene una descripción de los desaparecidos por su grupo de referencia; más de la mitad eran trabajadores; en especial fueron asesinados los sindicalistas pertenecientes a comisiones internas de fábricas, como en los casos emblemáticos de Ford y Mercedes Benz. Entre los desaparecidos y asesinados existe una importante cantidad de adolescentes; en este caso es emblemático el secuestro y desaparición del grupo de adolescentes conocido como la Noche de los Lápices, así como los alumnos desaparecidos en la Escuela Carlos Pellegrini que documenta el film Flores de septiembre o la del militante comunista Floreal Edgardo Avellaneda. También fueron detenidos-desaparecidos y asesinados personas discapacitadas, ancianas, homosexuales y transexuales, sacerdotes y monjas (como la Masacre de San Patricio de los padres palotinos, o de las Monjas Francesas Léonie Duquet y Alice Domon), sindicalistas (como Oscar Smith o Jorge Di Pascuale), periodistas (como Julián Delgado o Rafael Perrotta), artistas (como Héctor Oesterheld o Haroldo Conti), deportistas (como la jugadora de hockey Adriana Acosta), abogados (como el laboralista Norberto Centeno o de derechos humanos, como Sergio Karakachoff), etc. En algunos casos se trataban de familiares o simplemente personas nombradas por otros detenidos sometidos a tortura; en algunos casos se trató de funcionarios que simpatizaban con el régimen militar como Elena Holmberg o Héctor Hidalgo Solá; en otros casos se trató de simples casos de robo y extorsión como con el empresario Fernando Branca, o de intentos de ocultar errores como en el caso de la adolescente sueca Dagmar Hagelin y del pianista brasileño Francisco Tenório Júnior. Entre las víctimas notables también se encuentran las madres fundadoras de la Asociación Madres de Plaza de Mayo Azucena Villaflor, Esther Ballestrino y María Ponce.
Cuando en los domicilios de los "objetivos" de los grupos de tareas había niños, estos eran también sustraídos, sus identidades suprimidas y habitualmente dados en adopción a familias de militares, o de civiles relacionados con las Fuerzas Armadas. En el caso de las mujeres embarazadas, la mujer no recibía prácticamente ninguna atención médica y daban a luz en soledad; en los centros de detención más grande había obstetras que se ocupaban del recién nacido al ser separado de la madre, pero nunca de esta. Entre los desaparecidos se encuentra un número de niños –que se estiman entre 250 y 500– adoptados ilegalmente luego de que nacieran en los centros clandestinos de detención.
La Junta Militar llevó a cabo su acción represiva coordinada con Estados Unidos y otras dictaduras instaladas en los países sudamericanos mediante el Plan Cóndor, que contó con el apoyo de los principales medios de comunicación privados e influyentes grupos de poder civil, la protección inicial del gobierno de los Estados Unidos y la pasividad de la comunidad internacional.
Tanto frente a los guerrilleros del frente tucumano como frente a la guerrilla urbana en las grandes ciudades, la estrategia de las Fuerzas Armadas se basó en la eliminación física de sus enemigos: guerrilleros, "subversivos", "terroristas" y "extremistas", extendiendo estas denominaciones a cualquier persona opositora al régimen, incluso simples activistas sociales sin relación con las organizaciones armadas. Las operaciones de secuestro de personas estaban a cargo de grupos de tareas (GT), dependientes de fuerzas militares; para facilitar las operaciones, antes de las mismas ordenaban a la policía alejarse de la zona en que iban a actuar.

### Acción guerrillera
Las organizaciones guerrilleras continuaron la actividad que habían iniciado antes del golpe de Estado, combatiendo militarmente a la dictadura.
Montoneros concentró sus operaciones principalmente en el ataque de objetivos policiales –en pocos meses causaron la muerte de más de 70 agentes y oficiales– y militares del Ejército; entre estos últimos se contó el general Omar Actis. También realizaron atentados contra ejecutivos de empresas nacionales y extranjeras, y funcionarios civiles de la dictadura; a comienzos del año 1979, sin embargo, la organización ya estaba muy disminuida, tanto por las bajas como por la huida al exterior de varios de sus jefes. En 1976 muere en un combate el jefe montonero Carlos Caride y luego es detenida una de las fundadoras de la organización Norma Arrostito que mientras la dictadura anunció su muerte en combate fue mantenida con vida durante dos años más hasta ser asesinada. En 1977 muere acribillado José Pablo Ventura, otros de los jefes de la organización. En 1978 fue secuestrado en Brasil y asesinado clandestinamente el secretario de organización de la rama política Norberto Habegger. En algún momento durante la dictadura fue asesinado el comandante Roberto Quieto, detenido en diciembre de 1975 y mantenido desaparecido en el Campito. En 1982 fue detenido-desaparecido en Brasil el jefe de inteligencia Ricardo René Haidar. En 1978 fracasó un atentado contra el vicealmirante Armando Lambruschini, en el que murieron su hija, un custodio y dos vecinos.
En 1979 y 1980 Montoneros dispuso el regreso de un centena de combatientes para intentar una contraofensiva que ayudara a consolidar el crecimiento de la resistencia sindical en Argentina y la militancia de derechos humanos, en un contexto de debilitamiento internacional de las dictaduras latinoamericanas. Tras lograr la muerte de un empresario y fracasar con dos altos funcionarios del área económica, fue completamente desbaratada. Los combatientes que no pudieron huir fueron "aniquilados", en un número superior a cien militantes. En la "megacausa Contraofensiva", por los crímenes de lesa humanidad cometidos en ese entorno, se produjeron gran cantidad de testimonios y pruebas documentales dando cuenta del resultado positivo de la contraofensiva para  impulsar el movimiento de resistencia civil, a costa de la vida de gran parte de los miembros que quedaban de la organización. La huelga general de 1979, la visita ese mismo año de la Comisión Interamericana de Derechos Humanos (CIDH), la reorganización de las Juventudes Políticas en 1980, el Premio Nobel de la Paz a Adolfo Pérez Esquivel también en 1980 y la creación de la Multipartidaria al año siguiente, encerraron a la dictadura y la llevaron a buscar salidas extremas, como la Guerra de Malvinas, que terminaron causando el derrumbe del régimen, antes que el resto de las dictaduras latinoamericanas de aquel entonces.   
El ERP ya estaba muy disminuido al iniciarse la dictadura, y sus intentos de continuar la lucha en Tucumán terminaron en un desastre. Mario Roberto Santucho y Benito Urteaga fueron muertos por el Ejército, seguidos por gran cantidad de otros combatientes; su último atentado de importancia fue un fallido intento de asesinar a Videla. Antes de disolverse totalmente a fines de 1977, el ERP alcanzó a matar a 77 policías, solo en Buenos Aires; centenares de combatientes que no huyeron al exterior –algunos jefes y no jefes lo hicieron– fueron capturados y ejecutados.

### Política económica

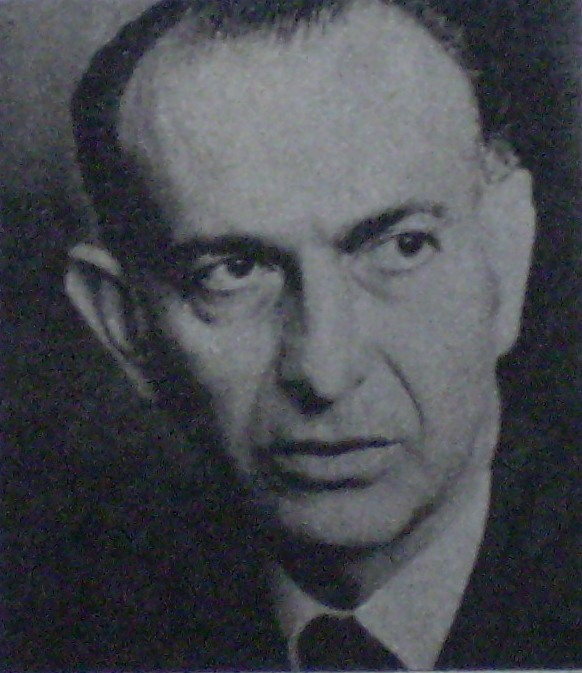
José Alfredo Martínez de Hoz fue el primer ministro de Economía del Proceso; su mandato marcó el final del proceso industrializador en la Argentina.

El argumento de los militares era que perseguían el propósito de terminar con el "desgobierno", la "corrupción" y el "flagelo subversivo". Sin embargo, otros analistas afirman que dicha justificación encubría la voluntad de imponer en el país un régimen económico neoliberal, a tono con los requerimientos y exigencias que planteaban en esos momentos el Fondo Monetario Internacional y los Estados Unidos a los países latinoamericanos.
El plan económico fue diseñado por el ministro de Economía José Alfredo Martínez de Hoz –ligado al sector agropecuario y a grandes empresas– quien siguió los lineamientos económicos de la Escuela de Chicago, genéricamente incluida en el concepto de neoliberalismo. Presentado una semana después del golpe de Estado, el plan se proponía detener la inflación, estimular la inversión extranjera, incrementar la competitividad de la economía argentina y promover sus "ventajas naturales". Para ello se congelaron los salarios, se redujeron masivamente los impuestos y aranceles al comercio exterior, se sancionó una ley de entidades financieras (Ley 21526) que desreguló y extranjerizó el sistema financiero para independizarlo de la economía real y promover el endeudamiento estatal externo, y se promovió un tipo de cambio atrasado por medio de un sistema de devaluación programada, apodado "la tablita", utilizado para instalar la denominada "bicicleta financiera" que permitió aumentar geométricamente las utilidades financieras en dólares. Para proteger a las entidades financieras y garantizar las deudas, el Estado se hizo responsable del pago de los depósitos.
Los sectores ligados al esquema agroexportador apoyaron esta política, ya que se eliminaban todas las políticas de apoyo a la industria –que habían sido financiadas con las exportaciones agroganaderas– y se liberalizaba el comercio exterior. Las Fuerzas Armadas buscaban la reprimarización de la economía para destruir la capacidad de presión de los sindicatos, a los que responsabilizaban por el desorden social tanto como a las ideologías de izquierda. Es por ello que la política laboral consistió en la intervención de todos los sindicatos, la prohibición de las huelgas y la persecución de los activistas sociales, muchos de los cuales fueron secuestrados y desaparecidos.
El congelamiento de salarios, cuyo valor de compra ya estaba deteriorado por la inflación, llevó a una rápida caída de su capacidad adquisitiva: solamente entre enero y octubre de 1976 los salarios perdieron un 49% de su valor real. El desempleo se mantuvo relativamente estable, partiendo de un 3,8% en octubre de 1975 y dejando un 3,9% en octubre de 1983, con un pico del 6% en mayo de 1982.
La apertura comercial y la política de sobrevaluación del peso no generaron nuevas inversiones: las industrias de capital extranjero optaron por aumentar las utilidades remitidas a sus países de origen, ya que al convertir las fábricas en meras armadoras de insumos y piezas importadas no necesitaban reinvertir; este proceso fue especialmente visible en la industria automovilística. Se produjo un auge masivo de importaciones, con un efecto desastroso sobre la industria: grandes empresas industriales cerraron sus plantas, entre ellas General Motors, Peugeot, Citroën y Chrysler, Siam, Decca (Deutz-La Cantábrica), Tamet, Olivetti. Miles de empresas industriales medianas y pequeñas fueron vendidas a capitales extranjeros o cerradas: el censo industrial de 1974 relevó 126 388 fábricas en todo el país; el de 1984 censó 109 376 fábricas. Para 1980, la producción industrial había reducido un 10% su aporte al PBI, y en algunas ramas –como la hasta entonces extendida industria textil– la caída superó el 15%.
Junto con la Ley de Entidades Financieras, promulgada en junio de 1977, la tablita promovió una especulación financiera desmedida: los inversores abandonaron masivamente las inversiones productivas para colocar sus capitales en la compra de dólares y depósitos a plazos muy cortos. El coste de estas medidas fue enorme para los consumidores, que debieron hacer frente a un mercado de crédito liberalizado, cuyas tasas aumentaron junto a las pagadas por los depósitos. Las empresas más grandes debieron renunciar a la financiación en el mercado interno, tomando masivamente créditos en el exterior. Las más pequeñas, que no tuvieron esa posibilidad, debieron renunciar a cualquier inversión, o se endeudaron a tasas muy altas. La imposibilidad de saldar esas deudas llevó a la quiebra a miles de empresas y particulares, lo que ocasionó el cierre de más de 25 entidades crediticias, cuyos pasivos debió asumir el Estado.
La sobrevaluación del peso provocó el fenómeno conocido como "plata dulce", por la cual grandes cantidades de argentinos de clase media viajaban al exterior y compraban toda clase de mercaderías, incluidos típicamente ropa y electrodomésticos, que obtenían a un precio muy inferior al argentino. La aparente bonanza duró hasta que la destrucción del sistema productivo obligó en 1981 a hacer correcciones en la política cambiaria.
Pese a que el discurso del equipo económico hacía hincapié en el combate de la inflación, esta se mantuvo en niveles muy altos: en 1976 fue del 348%, bajando muy lentamente hasta llegar a un 87% en 1980.

### Represión cultural
Para los militares del Proceso, el concepto de nacionalidad excluía cualquier forma de heterogeneidad posible. Esta búsqueda de homogeneidad de la sociedad dejaba de lado a las minorías tomando en cuenta, por ejemplo, sus raíces (judíos, descendientes de los pueblos originarios, etc.), su orientación sexual o sus creencias religiosas.
La política cultural y educativa de la dictadura respondió a ese punto de vista: se implantó una rígida censura previa, que incluyó quemas de libros, prohibiciones sobre películas y obras de teatro y musicales. Decenas de escritores, músicos y dramaturgos fueron prohibidos; cualquier expresión artística que no compartiera el punto de vista del grupo gobernante era considerado potencialmente subversivo. Incluso se prohibió la reproducción de canciones de Carlos Gardel en que estuviera acompañado por guitarras, el libro El principito, de Antoine de Saint-Exupéry, o la Enciclopedia Salvat.
Además de la represión, el "peligro subversivo" fue combatido con campañas en que se pedía la colaboración de los padres en el control de los contenidos pedagógicos de la enseñanza: se advertía contra el uso de términos tales como burguesía, América Latina o capitalismo, la lectura de autores latinoamericanos en lugar de la literatura clásica, los trabajos grupales y la matemática moderna, por el uso de conjuntos.
Aunque hubo casos de curas y obispos que se enfrentaron a la dictadura, la mayor parte de la jerarquía católica trabajó activamente en favor de los objetivos del gobierno. Los obispos de más jerarquía bendecían periódicamente actos públicos de los miembros de la dictadura, y se negaban a colaborar con quienes buscaban a sus parientes desaparecidos.
El gobierno obtuvo un gran triunfo cultural por medio de la organización de la Copa Mundial de Fútbol de 1978; el triunfo -sospechado- de la selección argentina permitió distraer a la población de los problemas económicos y políticos, y generó una ola de nacionalismo y euforia que fue aprovechado para mejorar la imagen de la dictadura ante la opinión pública.
En su búsqueda de homogeneidad cultural y estética, se decidió solucionar el problema de las villas miserias por medio de su erradicación; se llevaron adelante algunos planes de vivienda, pero en ningún caso estos estuvieron relacionados con la erradicación de las "villas". La intención de mejorar la imagen argentina en el exterior llevó a los gobiernos nacionales y provinciales a erradicar las villas ubicadas cerca de las vías de comunicación, lugares de alojamiento y estadios. El gobernador de Tucumán, general Domingo Bussi, se hizo especialmente conocido por expulsar de esa provincia a los habitantes de todas las villas miseria y a los mendigos.

### Relaciones exteriores y derechos humanos

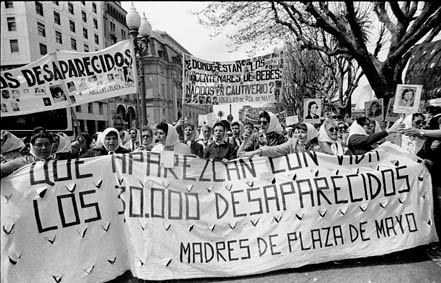
Las Madres de Plaza de Mayo y otras organizaciones de derechos humanos se movilizaron activamente contra la dictadura.

La dictadura llevó adelante un compleja y contradictoria política de relaciones exteriores: por un lado proclamaba su pertenencia al bloque "occidental y cristiano" y tenía como objetivo central "impedir el triunfo de la subversión marxista", pero por otro lado las exportaciones agroganaderas de la que dependían las clases altas argentinas, tenían como cliente principal a la Unión Soviética, razón por la cual mantuvo buenas relaciones con la URSS y Cuba, que fueron sus principales aliados a la hora de bloquear los pedidos de sanciones a la Argentina por las violaciones masivas de derechas humanos en las Naciones Unidas y el Movimiento de Países No Alineados. El Partido Comunista argentino no fue prohibido y mantuvo relaciones fluidas con la dictadura durante las "presidencias" de Videla y Viola, considerados como militares "progresistas". Recién cuando Galtieri desplaza del poder a Viola, en diciembre de 1981, la dictadura se alineó completamente con el bloque occidental en la Guerra Fría, ya en tiempos de Ronald Reagan y Margaret Thatcher, lo que no impidió que pocos meses después Galtieri ordenara recuperar militarmente las Islas Malvinas desencadenando una guerra que enfrentó a la Argentina con el Reino Unido y el resto del bloque occidental, obligándolo a buscar apoyo en la URSS, Cuba y el Movimiento de Países No Alineados.
Pese a esas contradicciones la pretensión de la dictadura era jugar un papel importante en Sudamérica, como aliado preferencial de los Estados Unidos. Esto fue relativamente posible mientras duró el gobierno de Gerald Ford, pero la llegada de Jimmy Carter a la presidencia a principios de 1977 cambió las cosas: las quejas de los exiliados sobre la situación de los derechos humanos llevaron al gobierno estadounidense a presionar a la dictadura para terminar con las matanzas y secuestros. Varios países europeos, especialmente Francia y Suecia, se sumaron a los reclamos y presiones. El gobierno estadounidense negó sistemáticamente ayuda militar a la dictadura y obstruyó créditos que la Argentina necesitaba para su plan de inversiones, tal como el que se había acordado con el Eximbank, para financiar las turbinas de la represa de Yacyretá.

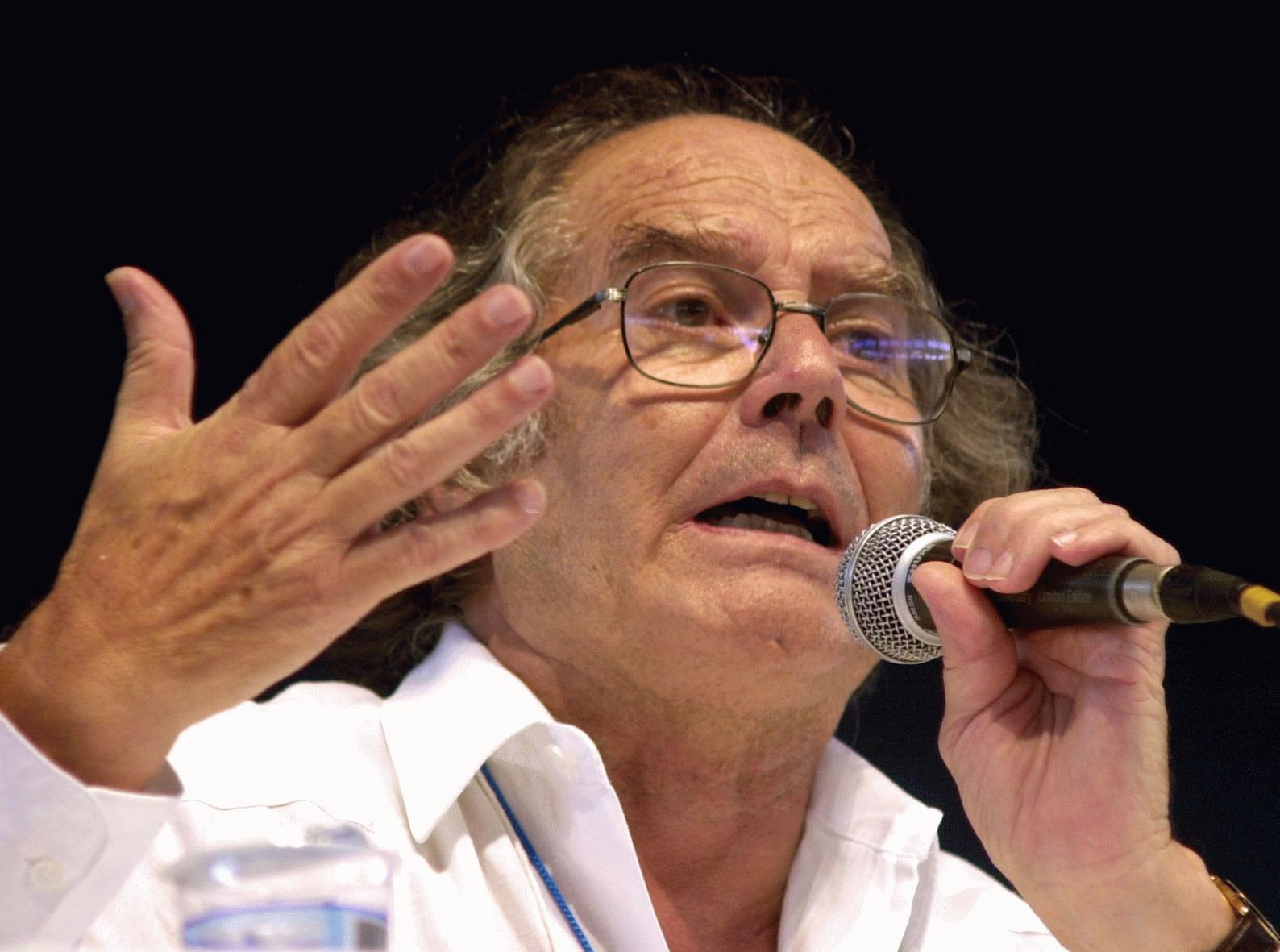
Adolfo Pérez Esquivel, activista por los derechos humanos del SERPAJ, detenido y torturado por la dictadura; recibió el Premio Nobel de la Paz en 1980.

El gobierno y la prensa difundían el eslogan "los argentinos somos derechos y humanos" en respuesta a una supuesta "campaña antiargentina", con fines propagandísticos para mantener a la población ignorante de los crímenes que se estaban cometiendo. El Mundial de fútbol también fue utilizado como un medio de propaganda a favor del gobierno.
Repetidas visitas de representantes de gobiernos extranjeros llevaron al gobierno a aceptar una visita de la Comisión Interamericana de Derechos Humanos (CIDH) en 1979, que obligó al gobierno a poner en libertad a miles de detenidos antes de la realización de la misma. No obstante, la misión de la CIDH pudo reunir miles de reclamos sobre desaparecidos, de modo que la Junta Militar se apresuró por dar a conocer un nuevo régimen legal sobre los desaparecidos.
La dictadura coordinó la persecución a los «subversivos» con los gobiernos de los países limítrofes –todos ellos también eran dictaduras– y firmó acuerdos de cooperación comercial con varios países latinoamericanos.
Pero la relación con Chile estuvo afectada por la ambición de parte de los altos mandos –dirigidos por Massera– que creían necesaria una "buena guerra" para levantar la moral de la población. La oportunidad se la dio el laudo arbitral de 1977, que otorgó la soberanía de las islas orientales del canal de Beagle a Chile. Una escalada de amenazas y provocaciones llevó a ambos países a prepararse para una guerra inminente; las Fuerzas Armadas argentinas planificaron un ataque masivo sobre su vecino trasandino, que estaba programado para fines de 1978.
La opinión pública argentina reaccionó negativamente, y Videla se opuso al estallido de una guerra, pero temía ser desplazado por sus generales más belicistas. En cambio, aceptó de inmediato un ofrecimiento de mediación arbitral por parte del papa Juan Pablo II, sometiendo la cuestión a un nuevo arbitraje. La guerra se evitó, pero los grupos belicistas no quedaron conformes, lo que llevaría dos años más tarde a una guerra internacional.
En 1980, Adolfo Pérez Esquivel, dirigente de la organización Servicio Paz y Justicia (SERPAJ) recibió el Premio Nobel de la Paz, con lo que las violaciones a los derechos humanos en la Argentina alcanzaron repercusión mundial.
La lucha de las organizaciones de derechos humanos continuó durante y después de las resoluciones de la CIDH y del conflicto del Beagle: las Madres de Plaza de Mayo reclamaron durante años por la aparición con vida de sus hijos desaparecidos, y –aunque su fundadora, Azucena Villaflor fue también asesinada junto con otras manifestantes– lograron finalmente dar a conocer a la población argentina la situación de miles de presos políticos, torturados y desaparecidos. Sectores de la población que justificaban los arrestos, secuestros y asesinatos con la frase "algo habrán hecho" pasaron entonces a solidarizarse e incluso unirse a los reclamos y manifestaciones de las Madres de Plaza de Mayo.

### Conflictos internos y sociales

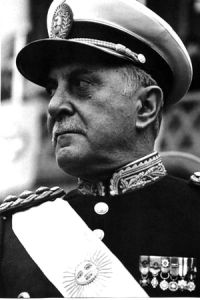
Roberto Viola, segundo presidente del Proceso.

A mediados de 1977, Videla cedió la comandancia en jefe del Ejército a Roberto Eduardo Viola; tres años más tarde, la Junta de Comandantes –Viola, Graffigna y Lambruschini– nombraron presidente al teniente general Viola, poco antes de que este fuera a su vez reemplazado por Leopoldo Fortunato Galtieri como comandante del Ejército. Viola había hecho un recambio en las comandancias militares en dirección de una ideología más moderada, opuesta al liberalismo imperante y a la política de desaparición de personas; Galtieri no tardaría en revertir esa tendencia.
Viola asumió la presidencia el 19 de marzo de 1981 –se cumplían 5 años de la asunción de Videla– al frente de un gabinete de mayoría civil, de orientación desarrollista, en el que había algunos funcionarios con buenas relaciones con los sindicatos.
La CGT fue prohibida pero el movimiento obrero se reorganizó en dos grandes grupos: uno más combativo y otro más dialoguista. El grupo más combativo comenzó a organizarse en enero de 1977, adoptando sucesivamente diversos nombres: Grupo de los 7, Comisión de los 25 y CGT-Brasil en 1980. Fue liderado por Saúl Ubaldini, secretario adjunto del sindicato de cerveceros. Estuvo integrado entre otros por José Luis Castillo (conductores navales), Manuel Diz Rey (viajantes de comercio), Ramón Elorza (gastronómicos), Demetrio Lorenzo (alimentación), Juan Racchini (aguas gaseosas), Juan Serrano (neumáticos), Ricardo Pérez (camioneros), Ramón Baldassini (telepostales), Carlos Cabrera, (mineros), Fernando Donaires (papeleros), Roberto García (taxistas), Enrique Micó (vestido), Hugo Curto (metalúrgico) y José Ángel Pedraza (ferroviarios).
El grupo más dialoguista tomó sucesivamente los nombres de Comisión de Gestión y Trabajo, Comisión Nacional de Trabajo y CGT-Azopardo y tuvo una conducción colegiada en la que se destacaba Jorge Triaca (plásticos).
En septiembre de 1979 los dos sectores se unieron brevemente en la CUTA (Conducción Única de Trabajadores Argentinos), aunque un grupo de veinte sindicatos optaron por mantenerse al margen. La historiadora María Sáenz Quesada sostiene que para intentar contrarrestar a los nuevos líderes sindicales opositores, Videla había autorizado a la llamada CGT Azopardo a ocupar la sede histórica de la central sindical. Otras fuentes cuestionan la afirmación de Sáenz Quesada debido a que la CGT Azopardo se formó en 1982 y para esa fecha Videla hacía más de un año que había dejado el poder.
En abril de 1979 la Comisión de los 25 declaró el primer paro general contra la dictadura; este tuvo un acatamiento limitado en un contexto altamente represivo en el que la huelga se castigaba con una pena mínima de seis años. El grupo de Ubaldini exhibió su popularidad en julio de 1981, cuando logró mayor éxito en la huelga general, y en noviembre, al organizar una peregrinación a la Iglesia de San Cayetano, que se convirtió en una manifestación masiva.
En 1981 varios dirigentes políticos formaron la llamada "Multipartidaria", que comenzó a exigir un pronto llamado a elecciones. En septiembre, un duro documento de la Multipartidaria extendió sus pedidos a una reforma económica y un aumento general de salarios.
El avance de Galtieri en el Ejército le permitió gestar una suerte de golpe de Estado cuando Viola fue internado por un problema de salud menor; súbitamente se anunció que dejaba el poder. Tras un interinato de varios días de Carlos Alberto Lacoste, Galtieri asumió la presidencia, sin dejar la comandancia del Ejército; lo acompañaban en la Junta el almirante Jorge Isaac Anaya y el brigadier Basilio Lami Dozo.
El nuevo dictador era un hombre especialmente simpático, abierto, ambicioso y poco preparado. Consideraba su deber recomponer la política de "mano dura" con los "extremistas" y los sindicatos, y el liberalismo más extremo. Abiertamente partidario de una alianza con los Estados Unidos, creyó que esta estaba garantizada por la ayuda militar que brindó a los "contras" en Nicaragua, que le había sido calurosamente agradecida por el nuevo presidente norteamericano, Ronald Reagan, un fanático anticomunista. La política económica del ministro Roberto Alemann fue de un estricto control de gastos, y rechazó airadamente cualquier intento de aumento de salarios.
En respuesta por las crecientes dificultades económicas, la CGT Brasil convocó a un paro general para el 30 de marzo de 1982, que tuvo un amplio acatamiento; durante las manifestaciones fueron arrestadas unas 3.000 personas, mientras que Benedicto Ortiz, secretario general del sindicato minero fue asesinado en Mendoza por los disparos de la policía contra la manifestación. El descrédito de la dictadura llegaba ya a su máximo, pero Galtieri ya tenía lista la decisión que –según creía– devolvería a la dictadura la popularidad perdida y le permitiría ocupar un lugar privilegiado en el "mundo occidental y cristiano."

### Guerra de Malvinas

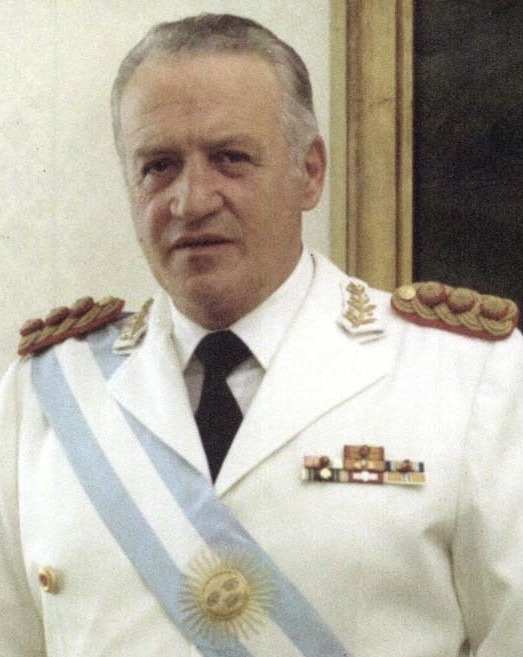
Leopoldo Fortunato Galtieri, tercer presidente del Proceso.

El 2 de abril, tropas argentinas ocuparon las islas Malvinas, que venían siendo reclamadas por ese país desde su ocupación militar por Gran Bretaña en 1833 bajo un régimen colonial. También fueron ocupadas las islas Georgias del Sur y Sandwich del Sur.
El plan original, conocido secretamente como "Operación Toco y me voy”, consistía en el envío de un destacamento a Malvinas con la misión de desplazar a la guarnición inglesa, dejar una pequeña guarnición propia y retirarse de nuevo al continente, con la intención de obligar al Reino Unido a negociar.
Pero al anunciar públicamente la medida, la dictadura fue sobrepasada por una inmediata y enorme movilización patriótica de apoyo esa operación, aún cuestionando la dictadura. Personalidades de todas las tendencias políticas y sindicales apoyaron la recuperación de las islas, postergando la confrontación con el gobierno.
La respuesta popular desbordó a los jefes militares que venían siendo cada vez más acosados por los movimientos de resistencia. Decidieron entonces desviarse del plan original y permanecer en las Islas, pensando que podían aprovechar el sentimiento popular en favor del acto de recuperación de las Islas Malvinas.
Galtieri y su ministro de Relaciones Exteriores, Nicanor Costa Méndez, no creyeron que Gran Bretaña diera importancia al asunto; esperaban protestas y una larga negociación diplomática, pero ninguna reacción militar. Contaban con la simpatía del presidente Reagan y creían que el Tratado Interamericano de Asistencia Recíproca (TIAR) obligaría a los Estados Unidos a tomar partido por la Argentina.
Pese a las sucesivas advertencias de parte de representantes estadounidenses, Galtieri y sus compañeros de la Junta se negaron a aceptar la exigencia del Consejo de Seguridad de la Organización de las Naciones Unidas de evacuar las islas, y en un brusco cambio de política internacional, buscó apoyo en la Unión Soviética, Cuba, el Movimiento de Países No Alineados y el bloque latinoamericano, especialmente el Perú de Fernando Belaúnde Terry, contracara del Chile de Pinochet que estableció una alianza secreta con el Reino Unido y le prestó asistencia logística decisiva.
La dictadura atenuó la represión de las actividades de los partidos políticos y realizó un notable cambio en su política cultural, prohibiendo la transmisión de música "en inglés", para promover la difusión masiva del folklore, el rock nacional y la música latinoamericana, incluso de autores que habían estado censurados hasta pocos días antes.
El 2 de mayo la aviación británica comenzó el bombardeo de posiciones argentinas, y poco después un submarino nuclear británico hundió el Crucero General Belgrano, causando 323 bajas y haciendo irreversible la guerra. Pocos días más tarde se inició el ataque terrestre: los grupos de comandos establecidos en la isla, la Fuerza Aérea y la aviación naval, opusieron una dura resistencia y le causaron serias bajas a las fuerzas británicas, pero no pudieron evitar su avance y la reconquista de la capital de las islas, Puerto Argentino/Stanley. Estudios posteriores han establecido que sin la alianza británica con Pinochet y el apoyo logístico que prestaron Chile y Estados Unidos, el Reino Unido pudo haber perdido la guerra.
Las tropas argentinas, en general mal equipadas y pésimamente comandadas, fueron finalmente superadas y el 14 de junio debieron rendirse. Habían sufrido un total de 649 bajas.
Hasta el final de la guerra, los noticieros argentinos continuaban informando a la población que era su país el que estaba ganando; la noticia de la rendición tomó por sorpresa a la opinión pública –ya muy preocupada por las bajas, pero con las esperanzas aún vivas– y echó por tierra el prestigio de la dictadura.
Las manifestaciones contra el gobierno se multiplicaron. El 18 de junio, el nuevo comandante del Ejército, Cristino Nicolaides, depuso a Galtieri y a los jefes de la Armada y la Fuerza Aérea; pasó varios días discutiendo con sus compañeros de la nueva Junta de Comandantes, hasta que decidió, igual que Lanusse once años antes, nombrar "presidente" a un general de perfil bajo: Reynaldo Bignone; este asumió el mando el 1 de julio de 1982.
Bignone ordenó en secreto realizar un análisis de las responsabilidades políticas y estratégico militares en la guerra. La tarea recayó sobre una comisión de seis oficiales presidida por el teniente general Benjamín Rattenbach. Aunque hubo filtraciones a la prensa, el informe permaneció secreto hasta 2012. Las conclusiones del "Informe Rattenbach", son devastadoras para los mandos militares que condujeron la guerra. Recomendó penas graves para los responsables, incluyendo la pena de muerte para Galtieri, y calificó la decisión como una "aventura militar", pero su influencia sobre el juicio posterior fue casi nula. Desde el punto de vista político e histórico, el informe sepultó cualquier intento de los dirigentes militares por encubrir o relativizar sus responsabilidades.

### Inflación endeudamiento y deuda externa
Dos reformas económicas estructurales tuvieron lugar en 1980, último año de los cuatro años de gestión de Martínez de Hoz:
- en enero, el Banco Central emitió la Circular 1050, por el cual los créditos hipotecarios serían actualizados de acuerdo a las tasas de interés bancarias vigentes. La medida había sido tomada para proteger a los bancos y financieras, varios de los cuales habían quebrado por la imposibilidad de cobrar los préstamos otorgados; en muy poco tiempo, las tasas alcanzaron valores de más del 100% anual, que resultaron impagables para la enorme mayoría de los deudores, de modo que numerosas familias a perdieron la propiedad de sus viviendas.[397]

- la segunda reforma ocurrió en octubre del mismo año, cuando se decidió eliminar los aportes que hacían los empleadores para la seguridad social; los ingresos necesarios serían cubiertos con una porción de los impuestos coparticipables, que les fueron restados a las provincias. La medida afectó enormemente las arcas provinciales, causó una baja en el monto que cobraban los jubilados y llevó a los trabajadores a aceptar la evasión fiscal, que a su vez perjudicó aún más a las provincias y los jubilados.[398]

Cuando Viola llegó a la "presidencia" en marzo de 1981, su primera decisión fue reemplazar a Martínez de Hoz y designar en el Ministerio de Economía a Lorenzo Sigaut, quien dejó sin efecto la "tablita" de Martínez de Hoz y anunció que "el que apuesta al dólar pierde", en referencia a la práctica de comprar dólares para refugiarse de la inflación. 
Sin embargo, pocos días más tarde, Sigaut debió  devaluar drásticamente la moneda, presionado por los sectores agroexportadores del campo, que se quejaban de que la sobrevaluación del peso los perjudicaba.
La devaluación de Sigaut impulsó un nuevo aumento de la inflación que al finalizar el año 1981 había trepado al 131% interanual, contra 100% del año anterior.
Durante la gestión de Sigaut se instauró un seguro de cambio para beneficiar a las empresas privadas que se habían endeudado en dólares. La herramienta financiera permitió que los siguientes presidentes del Banco Central, Domingo Cavallo y Julio González del Solar, estatizaran la deuda en dólares de las grandes empresas, engrosando la deuda externa del Estado argentino, que al finalizar el "Proceso" crecería un 364 % respecta de la ue el país tenía en 1976: si al comenzar 1976 cada habitante debía 320 dólares, al finalizar 1983 debía 1500 dólares, cuatro veces y media más.     
Junto a este proceso se dieron cientos de casos de transferencias ilegales en el mismo sentido. Los grupos privados más poderosos habían tomado cuantiosas deudas cuando había mucha liquidez a tasas del 6% y para 1982 estaban pagando tasas del 16%, casi tres veces mayores. Entre esas empresas estaban Celulosa Argentina (1500 millones), Cogasco (1350 millones), Autopistas Urbanas (950 millones), Pérez Companc (910 millones), Acindar (650 millones), Bridas (600 millones), Banco de Italia (550 millones), Alpargatas Argentina (470 millones) y Techint (350 millones). A fines de 1982, la deuda externa había ascendido a 28 626 millones de dólares, y a fines de 1983 superaba los 45 087 millones.
Tras la agresiva política de austeridad impuesta a comienzos de la dictadura de Galtieri, el resto de los ministros de Economía se limitaron a intentar frenar la inflación, con resultados desastrosos: superaría el 209% en 1982, y al año siguiente fue del 433,69%, la tasa de inflación más alta registrada en la Argentina hasta entonces. En junio de 1981, el peso ley 18.188 fue suplantado por el peso argentino, que equivalía a 10 000 pesos ley.
El PBI había decrecido un 6% en 1980 y un 5% en 1981, aumentando un 3% en 1983. La pobreza, que desde los años '40 se ubicaba debajo del 10%, y que era del 5,8% en 1974, subió al 12,8% en 1980 y al 37,4% en 1982. Incluso cayó el consumo de alimentos: entre 1975 y 1983, el consumo per capita de carne vacuna –considerada tradicionalmente la base de la alimentación argentina– cayó un 22,5%, el pan cayó un 5,3%, el azúcar un 20,7% y la yerba mate un 3,8%.
La economía de la dictadura dejaba una pesada herencia a la Argentina democrática: una deuda externa que ascendía a más de US$ 1500 por habitante, una inflación descontrolada, un PBI per capita un 12% menor al de 1975, una industria destruida y extranjerizada y un nivel de pobreza que superaba la de 30 años atrás.

### La última Junta

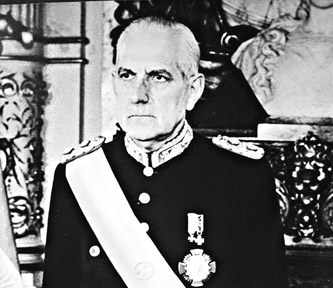
Reynaldo Benito Bignone fue el último dictador de la historia argentina.

El gobierno de Bignone era, a todas luces, un gobierno de transición, en el que todos los ministros –menos uno– eran civiles, así como la mayoría de los "gobernadores" interventores de provincia. Las pocas voces que aún soñaban con mantener una dictadura indefinida fueron tapadas por los reclamos de la Multipartidaria.
La prensa decidió por sí misma saltearse la dura censura que se le había aplicado hasta entonces; las dos CGTs convocaron tres paros generales, que tuvieron un acatamiento masivo; los partidos políticos se lanzaron a la discusión de programas y candidaturas; y la rígida censura artística dio paso a un "destape", que se animó a publicar y discutir cuestiones políticas, morales, religiosas y sexuales.
En diciembre, la Junta ordenó al teniente general Benjamín Rattenbach investigar las responsabilidades de la guerra de las Malvinas; el resultado, conocido como el Informe Rattenbach, pedía penas muy graves para Galtieri y demás responsables de una "aventura militar".
La dictadura intentó mantener algún grado de dureza, y el 16 de diciembre un manifestante fue muerto durante la represión de una manifestación masiva. De todos modos, la decisión de llamar a elecciones ya estaba tomada, y estas fueron fijadas para el último domingo de octubre de 1983.
El 18 de abril de 1983, Bignone ordenó la destrucción de todos los archivos existentes sobre la detención, tortura y asesinato de los desaparecidos. En septiembre, el gobierno sancionó una "Ley de Pacificación Nacional", que en la práctica amnistiaba preventivamente a todos los militares por cualquier hecho ocurrido durante la "guerra sucia" y las sucesivas dictaduras. Pero la justicia ya había comenzado a enjuiciar a los hasta entonces intocables comandantes: en junio, el juez Oscar Salvi había ordenado la detención del almirante Massera, por el crimen contra el empresario Eduardo Branca.
Mientras la CGT se unificaba, los partidos políticos se prepararon para las elecciones; por razones históricas, los favoritos eran el Partido Justicialista y la Unión Cívica Radical. El peronismo llevó adelante una compleja elección interna por medio de un Congreso Nacional, debido en buena medida a que en todas las elecciones anteriores la decisión de Perón había zanjado casi todas las discusiones sobre candidaturas; el candidato fue Ítalo Argentino Luder, que había ejercido como interino de Isabel Perón. Por su parte, el radicalismo fue a elecciones internas directas, en que una alianza del Movimiento de Renovación y Cambio y la "Línea Córdoba" triunfó sobre los partidarios del recientemente fallecido Ricardo Balbín y llevó como candidato presidencial a Raúl Alfonsín.
El 30 de octubre, Alfonsín triunfó con un 51,75% de los votos contra el 40,16% de Luder; ese día, el peronismo fue derrotado por primera vez en elecciones libres. Tras levantar el estado de sitio, Bignone entregó la presidencia a Alfonsín el 10 de diciembre de 1983.

## Recuperación de la democracia
El 10 de diciembre de 1983 llegó a su fin la dictadura cívico-militar luego de siete años de gobernar Argentina. El país se encontraba en un estado de crisis profunda, tras la debacle política y social derivada de la inflación, el endeudamiento externo y la crisis económica, la derrota de la guerra de las Malvinas, el desprestigio internacional derivado de las constantes violaciones de los derechos humanos y los múltiples casos de corrupción de jerarcas militares.
Por delante estaba el desafío de lograr consolidar una democracia que, desde su inicio a principios de siglo con la sanción de la Ley Sáenz Peña de 1912, había sido interrumpida mediante la reiteración de golpes de Estado instigados y dictaduras apoyadas por las grandes potencias occidentales.